# Puerta

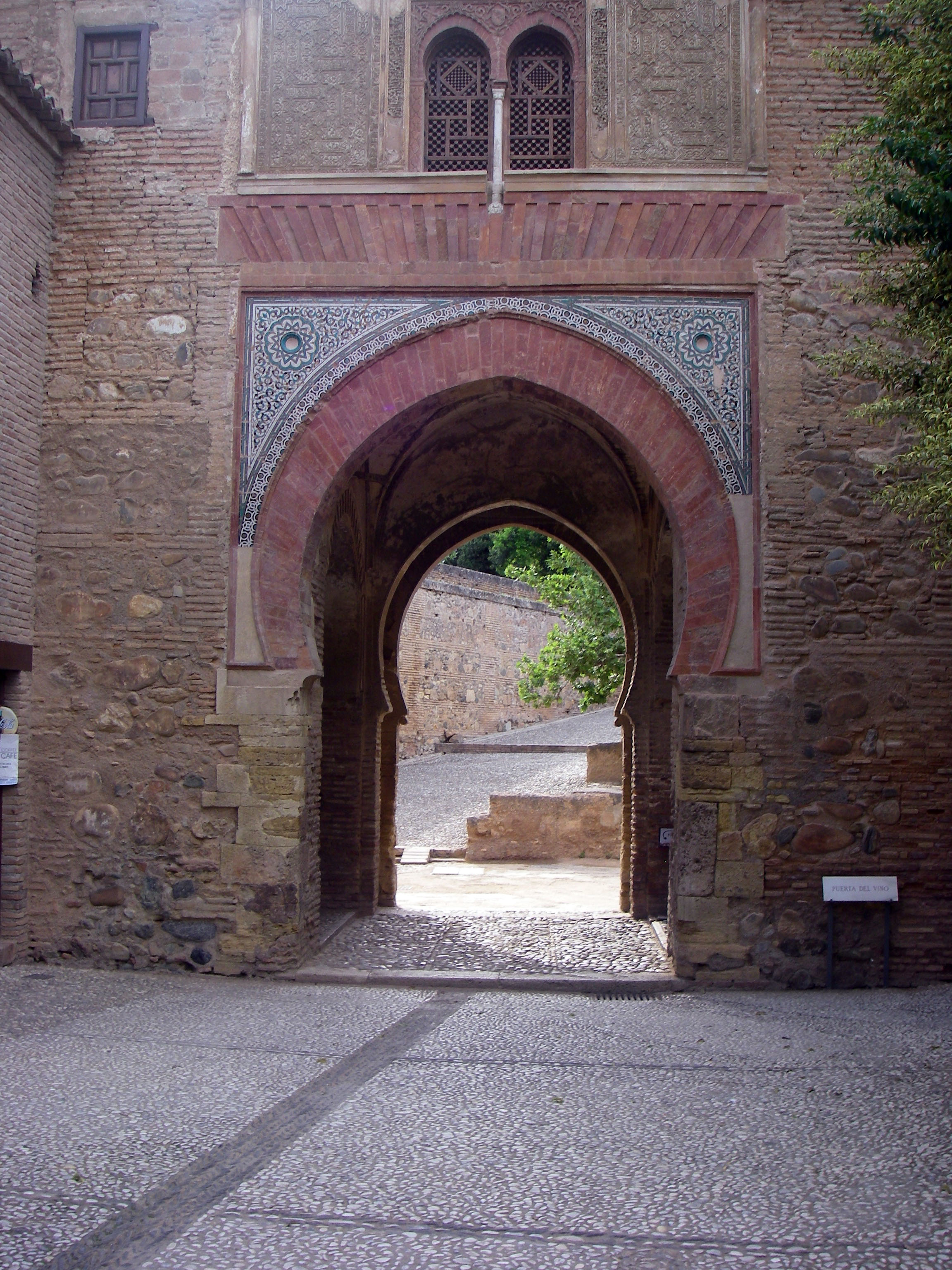
Puerta del Vino La Alhambra, Granada, España.

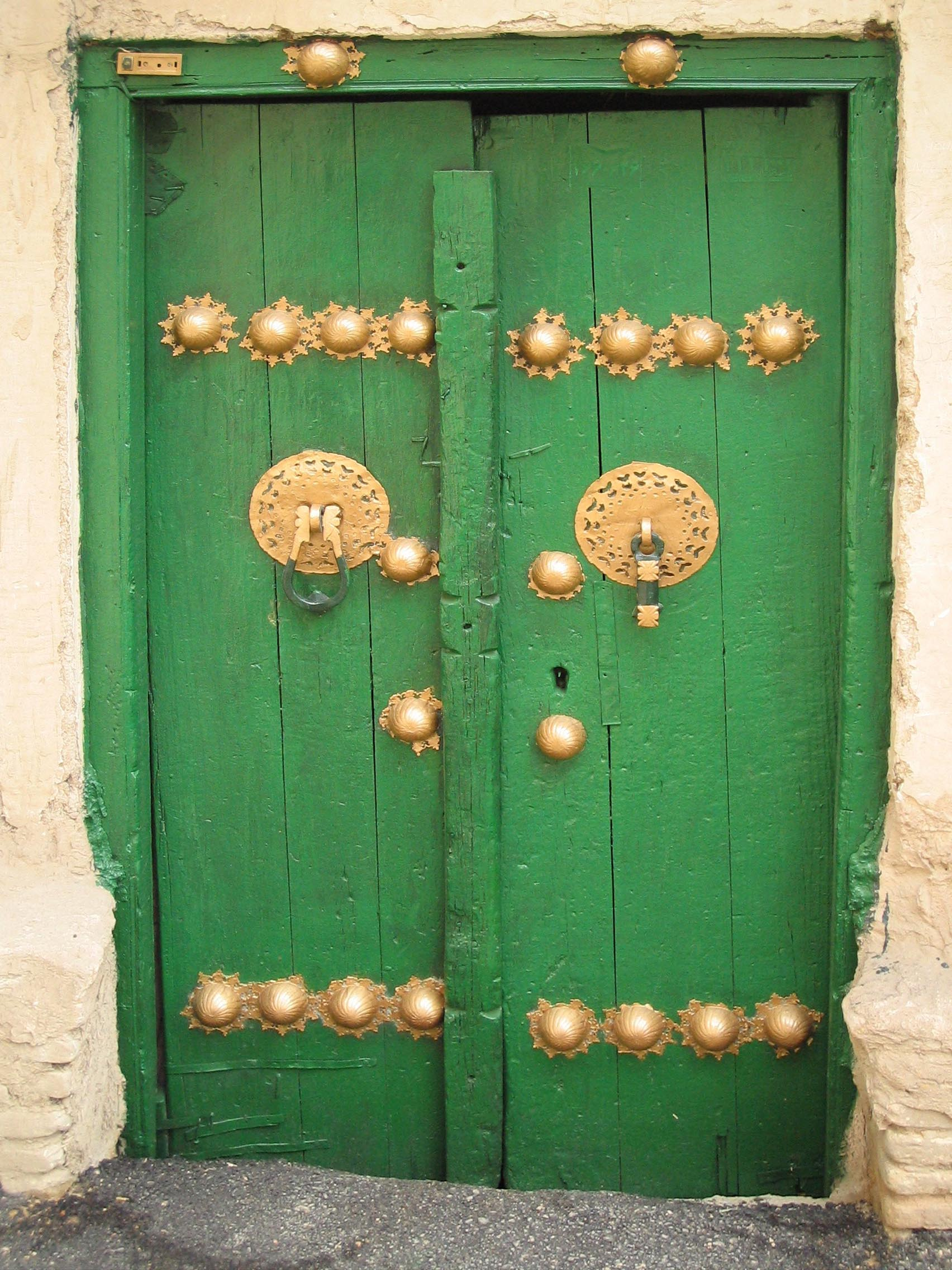
Puerta en Isfahán, Irán.

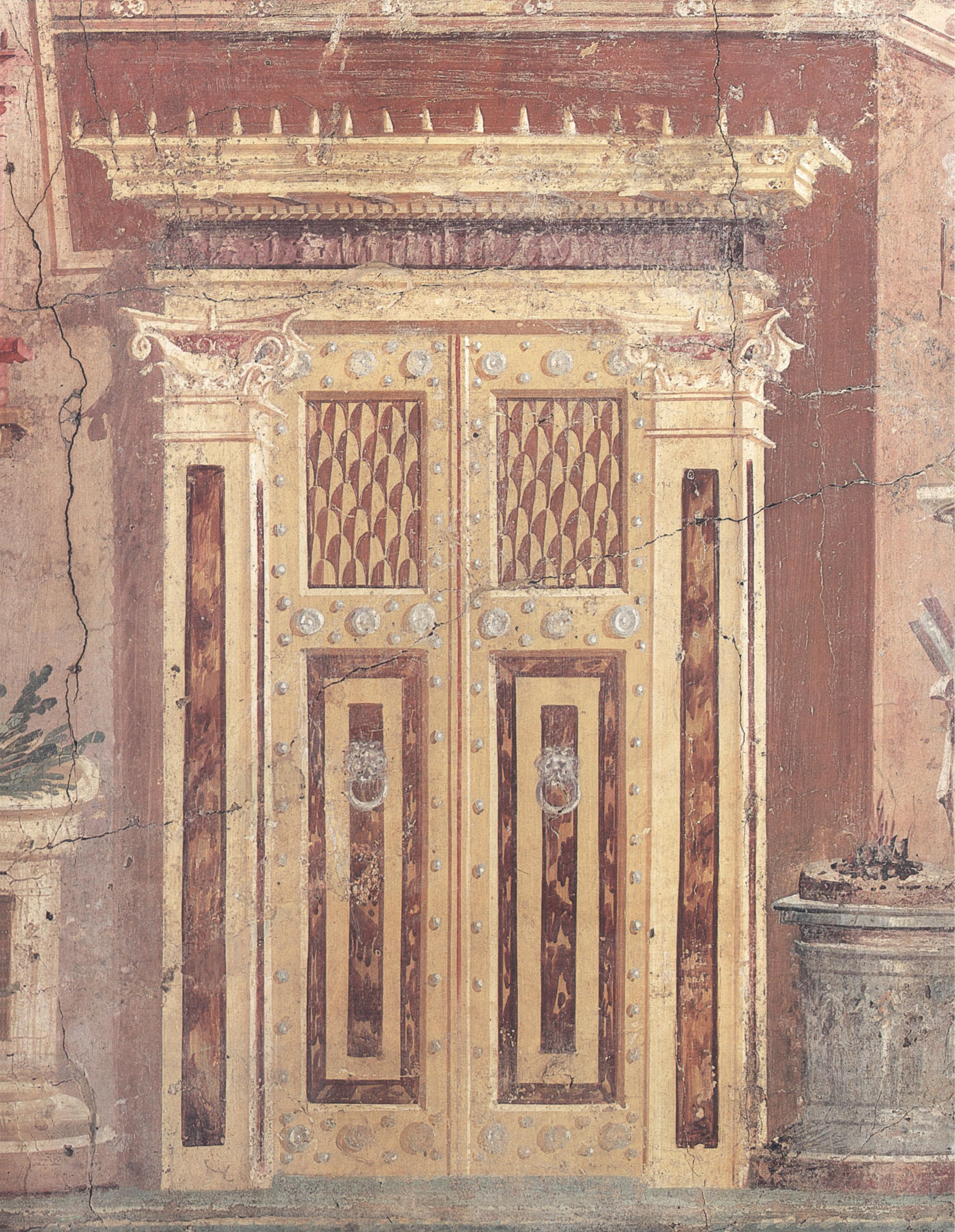
Puerta romana en trampantojo.

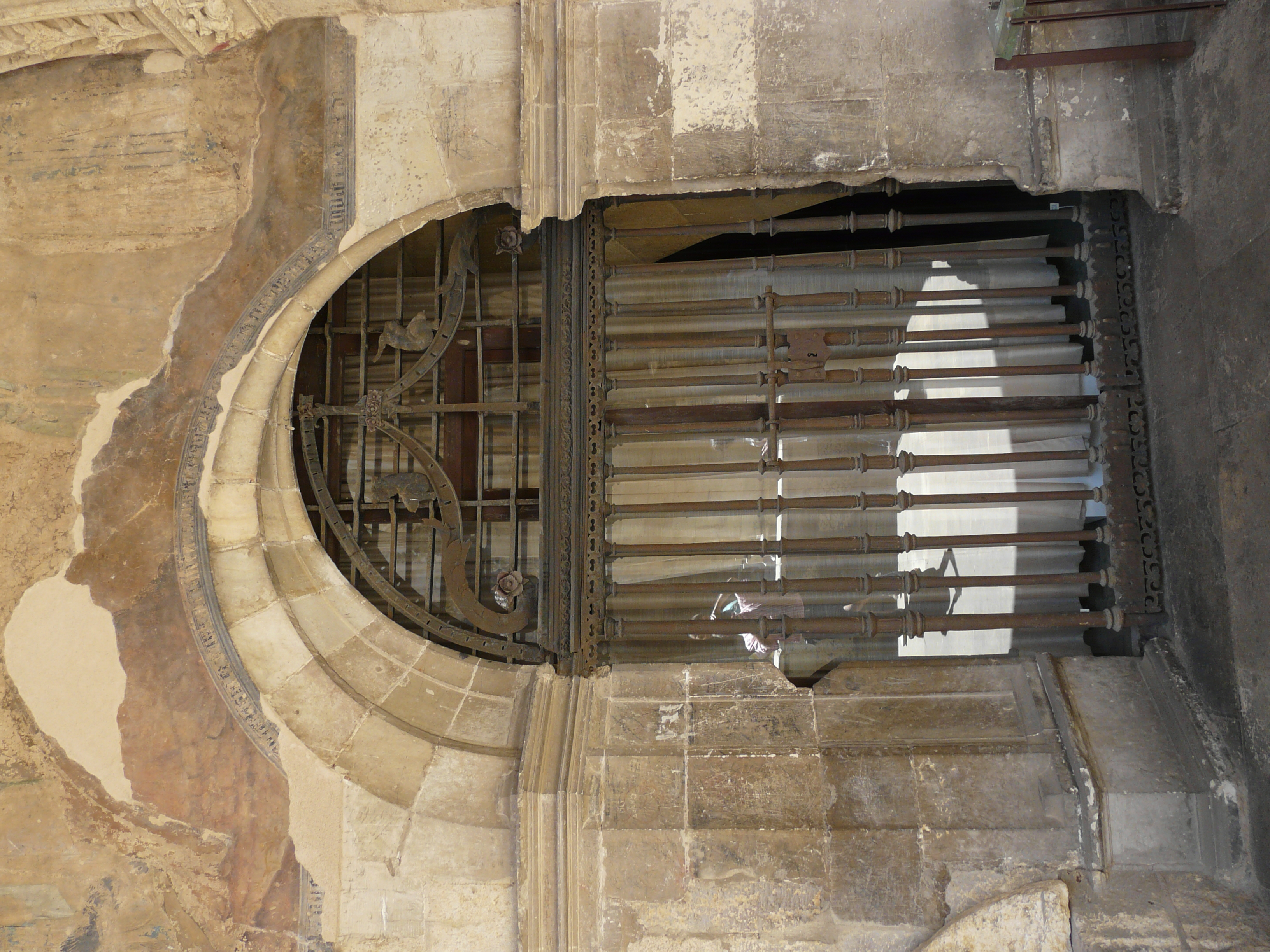
Puerta en esviaje en el claustro de la catedral de León, España.

Una puerta (del latín porta), a veces también denominada un portal cuando se trata de una puerta principal en algún sentido (por ejemplo, puerta que comunica una construcción con el exterior), es un elemento de complemento en construcción con muy diversas aplicaciones, usos y emplazamientos, que industrialmente se fabrica en materiales básicos (madera, aluminio, vidrio, plástico). En el espacio arquitectónico sirve para separar estancias, facilitando tanto su aislamiento como el acceso entre ellas. Dispone de varios tipos de herrajes metálicos del tipo bisagra o "bibel", y puede tener cerraduras, candados, cerrojos y resbalones complementarios, para cerrarlas o abrirlas con mayor facilidad.
La puerta puede moverse de varias maneras (en ángulos alejándose de la puerta/portal, deslizándose en un plano paralelo al marco, plegándose en ángulos en un plano paralelo o girando a lo largo de un eje en el centro del marco) para permitir o impedir la entrada o salida. En la mayoría de los casos, el interior de una puerta coincide con su lado exterior. Pero en otros casos (por ejemplo, una puerta de vehículo) los dos lados son radicalmente diferentes.
Muchas puertas incorporan mecanismos de bloqueo o cerradura para garantizar que solo algunas personas puedan abrirlas (como con una llave). Las puertas pueden tener dispositivos como aldabas o timbres mediante los cuales las personas que están afuera anuncian su presencia. (En algunos países, como Brasil, es costumbre aplaudir desde la acera para anunciar la presencia de alguien). Además de brindar acceso dentro y fuera de un espacio, las puertas pueden tener las funciones secundarias de garantizar la privacidad al evitar la atención no deseada de los extraños. de separar áreas con diferentes funciones, de permitir que la luz entre y salga de un espacio, de controlar la ventilación o corriente de aire para que los interiores puedan ser más efectivos calentarse o enfriarse, amortiguar el ruido y bloquear la propagación del fuego.
Las puertas pueden tener propósitos de estética, simbólicos o rituales. Recibir la llave en una puerta puede significar un cambio de estado de extraño a interno. Puertas y portales aparecen con frecuencia en la literatura y las artes con metafórica o alegoría de importancia como presagio de cambio.

## Origen de la palabra
En épocas del Imperio Romano, en ocasión de fundarse una vieja ciudad, se procedía a trazar su perímetro mediante un surco provocado con un arado según un viejo rito etrusco.
El surco trazado no debía ser traspasado dado su carácter sagrado. En España el rey Alfonso VIII decidió que para poder proteger una casa debía de haber puertas. El sacrilegio del surco fundacional de Roma fue la causa de la vida que Rómulo dio a su hermano Remo.
Debido a que la gente debía poder entrar y salir del perímetro trazado, resultaba necesario dejar segmentos del perímetro sin trazar, para lo cual se portaba el cuchillo unos metros para determinar el acceso a la ciudad.
Posteriormente, al erguirse los muros perimetrales de las ciudades, el segmento en el cual se había alzado el arado adquiría las características de lo que hoy llamamos puerta.

## Historia
Las primeras puertas de las que se tiene constancia aparecen en las pinturas de las tumbas del Egipcio, que las muestran como puertas sencillas o dobles, cada una de una sola pieza de madera. Es posible que la gente creyera que eran puertas al más allá, y algunas incluyen diseños de la vida después de la muerte. En Egipto, donde el clima es intensamente seco, las puertas no estaban enmarcadas contra la deformación, pero en otros países se requerían puertas enmarcadas, lo que, según Vitruvio (iv. 6.) se hacía con montantes (sea/si) y travesaños (véase: Marco y panel), los paneles cerrados con tímpanos colocados en ranuras en los montantes y travesaños. Los montantes eran los tablones verticales, uno de los cuales, espigado o bisagra, se conoce como montante colgante, el otro como montante medio o de encuentro. Los travesaños horizontales son la barra superior, la inferior y la intermedia.
Las puertas más antiguas eran de madera, como las que se mencionan en la representación bíblica del Templo del rey Salomón de madera de olivo (I Reyes vi. 31-35), que estaban talladas y revestidas de oro. Las puertas que menciona Homero parecen haber estado revestidas de plata o latón. Además de madera de olivo, se utilizaba elmo, cedro, roble y ciprés. Dos puertas de más de 5000 años de antigüedad han sido encontradas por arqueólogos cerca de Zúrich, Suiza.
Las puertas antiguas se colgaban con pernos en la parte superior e inferior del montante colgante, que funcionaban en encajes en el dintel y la solera, esta última en alguna piedra dura como el basalto o el granito. Las soleras encontradas en Nippur, que datan del año 2000 a. C., eran de dolerita. Las espigas de las puertas de Balawat estaban revestidas de bronce (actualmente en el British Museum). Estas puertas o portones se colgaban en dos hojas, cada una de unos 2,54 m (100 plg) de ancho y 8,2 m (26,9 pies) de alto; estaban revestidas con bandas o tiras de bronce, de 25,4 cm (10,0 plg) de alto, cubiertas con decoración repoussé de figuras. Las puertas de madera parecían tener un grosor de unos 7,62 cm (3 plg), pero el montante colgante tenía más de 360 milímetros (14,2 plg) de diámetro. Otros revestimientos de bronce de diversos tamaños muestran que éste era un método universal adoptado para proteger los pivotes de madera. En el Hauran de Siria, donde escasea la madera, las puertas se hacían de piedra, y una que mide 1,63 por 0,79 m (64,2 por 31,1 plg) se encuentra en el Museo Británico; la banda del montante de encuentro muestra que era una de las hojas de una puerta doble. En Kuffeir, cerca de Bostra, en Siria, Burckhardt encontró puertas de piedra de 2,74 a 3,048 m (9 a 10,0 pies) altura, que eran las puertas de entrada de la ciudad. En Etruria muchas puertas de piedra son referidas por Dennis.

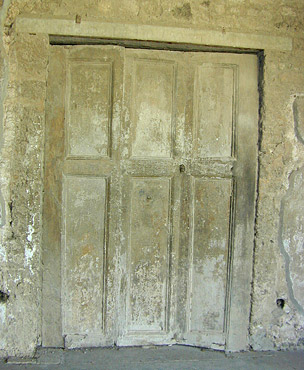
Puertas plegables romanas en Pompeya, del, similares a las puertas neoclásicas del.

Las puertas de la Antigua Grecia y la Antigua Roma podían ser sencillas, dobles, triples, correderas o plegables, en este último caso las hojas eran abatibles y se plegaban hacia atrás. En la tumba de Theron en Agrigentum hay una única puerta de cuatro hojas tallada en piedra. En la colección Blundell hay un bajorrelieve de un templo con puertas dobles, cada hoja con cinco paneles. Entre los ejemplos existentes, las puertas de bronce de iglesia de SS. Cosmas y Damiano, en Roma, son ejemplos importantes de la metalistería romana de la mejor época; son de dos hojas, cada una con dos paneles, y están enmarcadas en bronce. Las del Panteón son similares en diseño, con estrechos paneles horizontales además, en la parte superior, inferior y central. Otras dos puertas de bronce de época romana se encuentran en la Basílica de Letrán.
El erudito griego Herón de Alejandría creó la primera puerta automática conocida en el siglo I d. C. durante la época del Egipto romano. La primera puerta automática activada por un sensor en el pie se fabricó en China durante el reinado del emperador Yang de Sui (r. 604-618), que hizo instalar una para su biblioteca real. Las puertas accionadas por agua aparecían en las ilustraciones de los autómatas del inventor árabe Al-Jazari.

## Elementos de una puerta

### Elementos arquitectónicos
- Dintel. Es la pieza horizontal superior, que soporta el techo como trabe y está construida con los mismos materiales que la casa permitiendo un hueco para una puerta o ventana.
- Faldón. Es la pieza fabricada de diferentes materiales generalmente similares a los utilizados al construir una puerta que se pone abajo del dintel como fijo.
- Antepecho. Es el término empleado por algunos instaladores de puertas para referirse al jambaje.
- Jambas. Son las piezas laterales, en el marco de una puerta.
- Jambaje. Se llama jambaje al faldón y a las jambas en conjunto.
- Mochetas. Son las piezas laterales en el marco de una puerta construidas con el mismo material del edificio.
- Umbral. Es la parte inferior contrapuesta al dintel, en una puerta.
- Derrame.[9] Es la parte lateral del muro por donde se descubre el grueso del mismo, así como la parte saliente de dicha repisa en el exterior del muro.
- Portada. Es el conjunto de columnas pequeñas y dinteles y de arcos con sus arquivoltas que rodean a una puerta (jambaje).
- Tímpano. Es el espacio que media entre el dintel y el arco en la portada.
- Vano. Hueco hecho en el muro para alojar una puerta o una ventana.

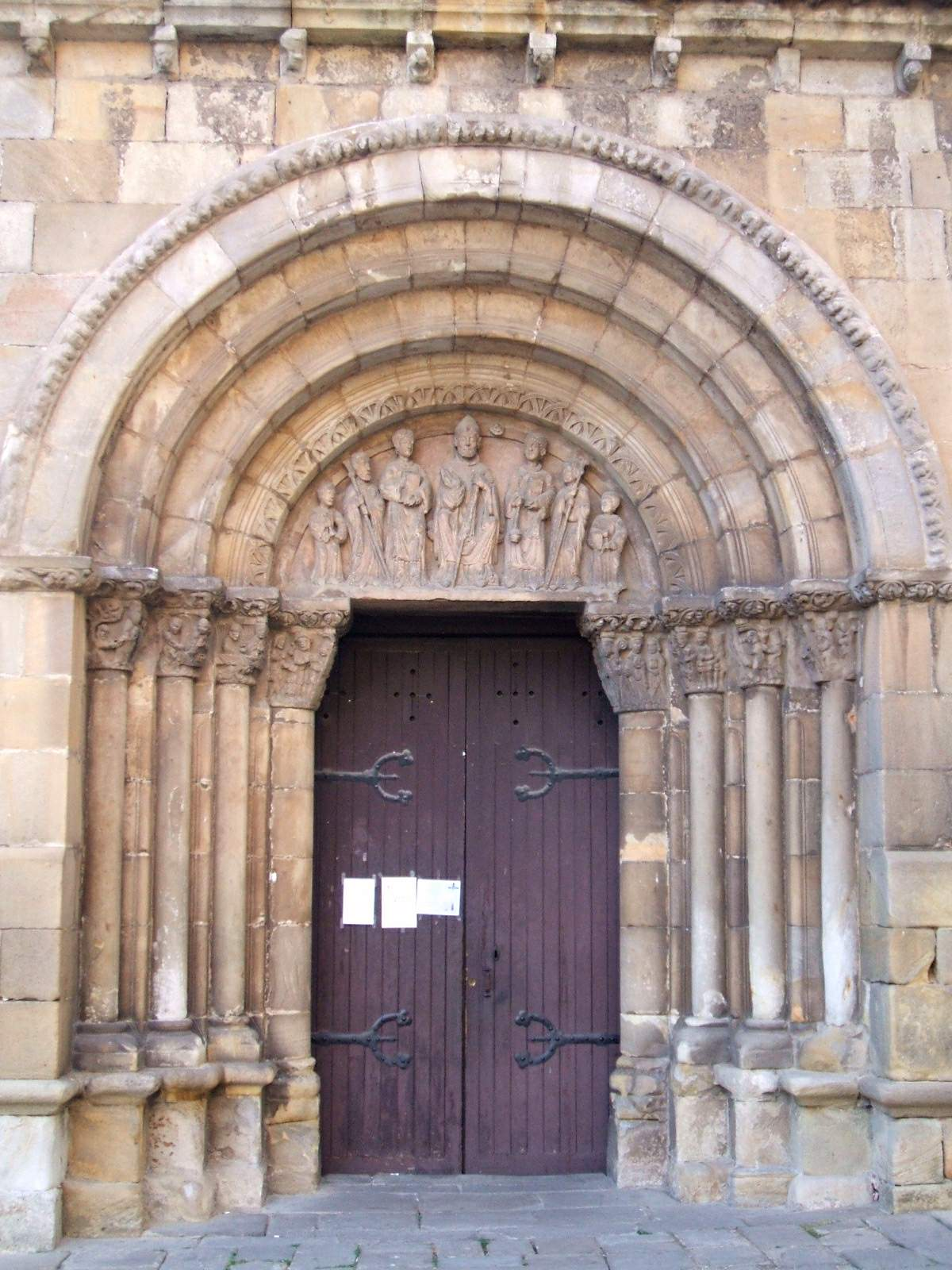
Portada de la iglesia de San Juan de Rabanera en Soria
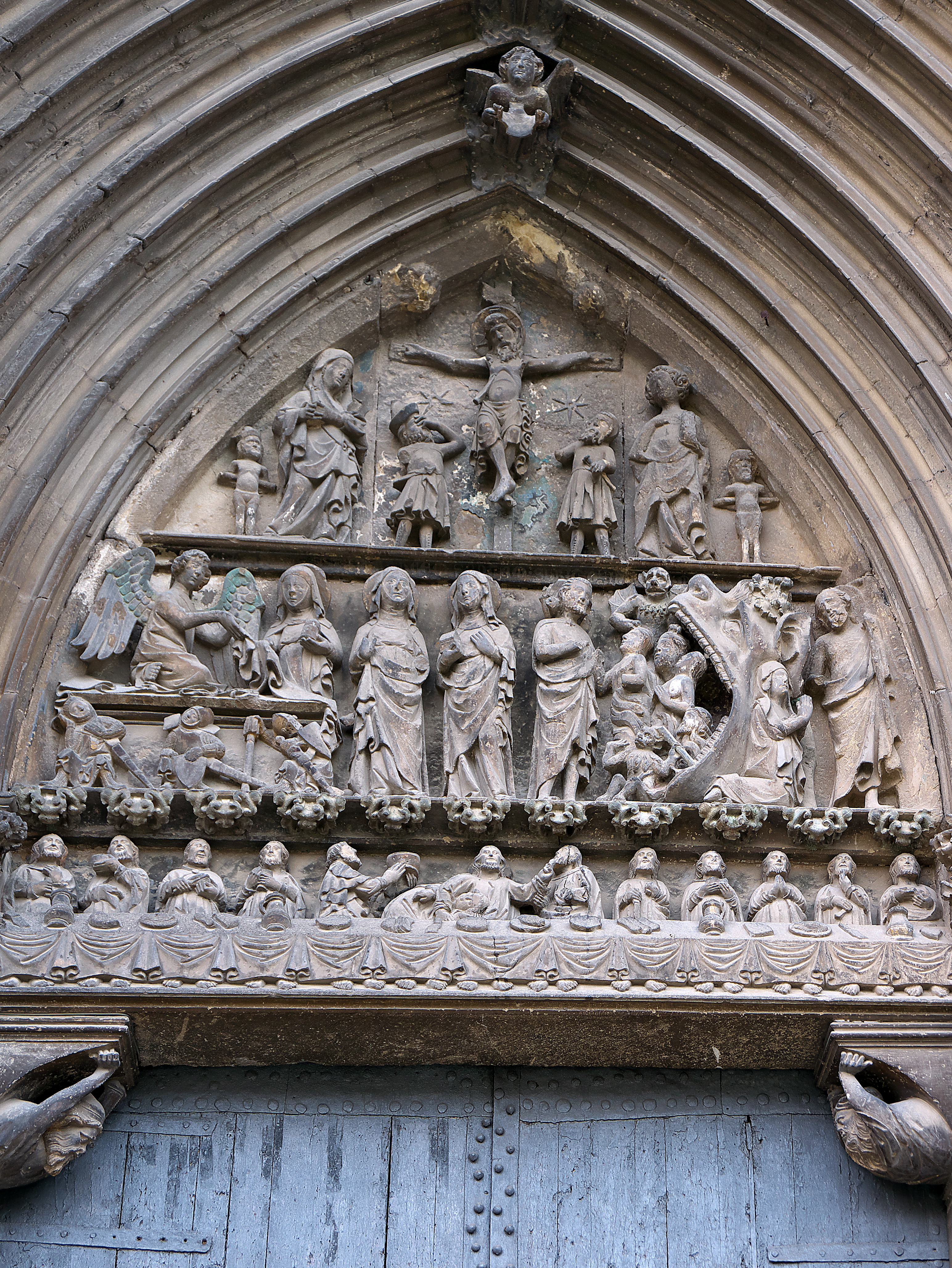
Tímpano de la iglesia del Santo Sepulcro en Estella
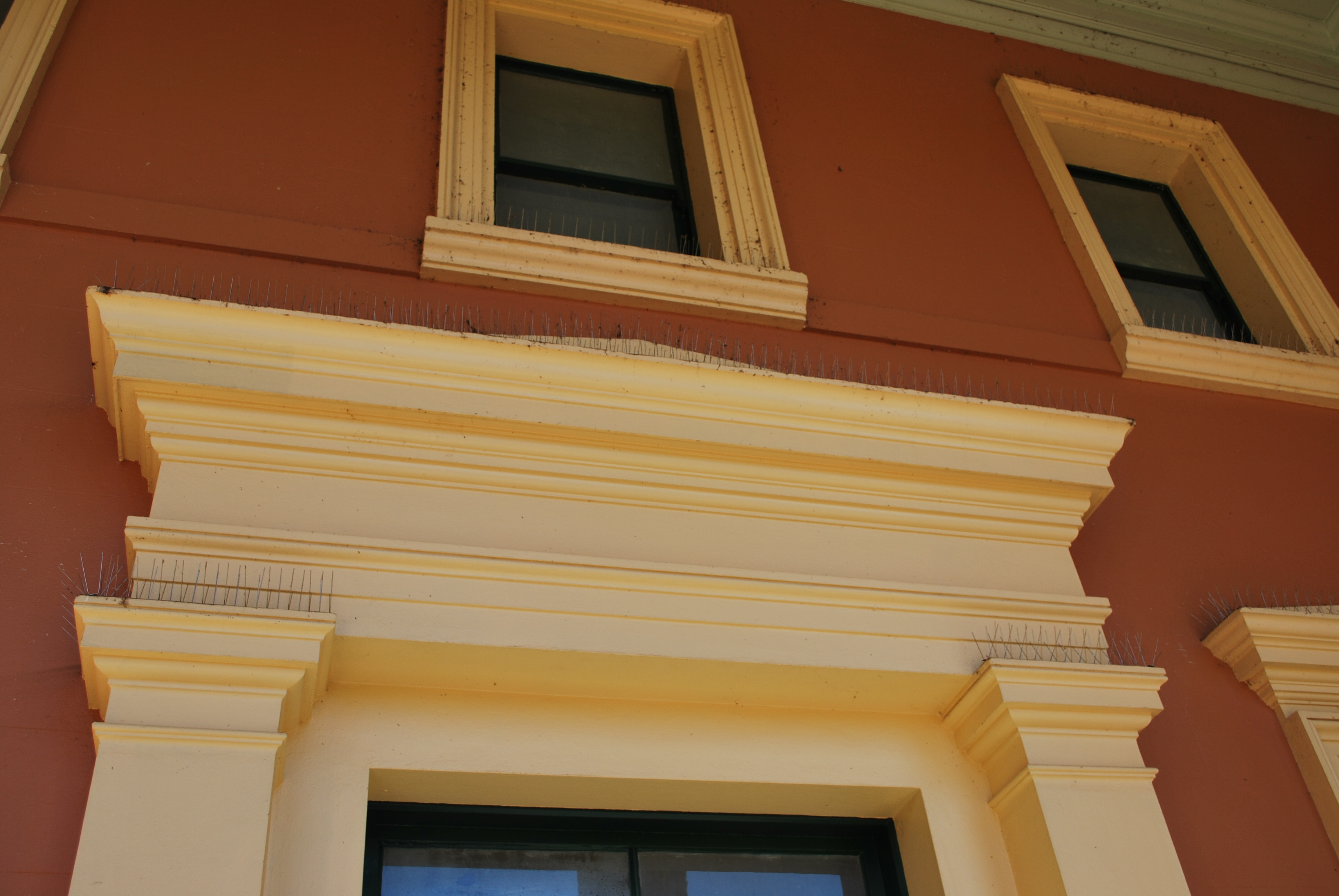
Dintel en los juzgados de Nueva Gales del Sur
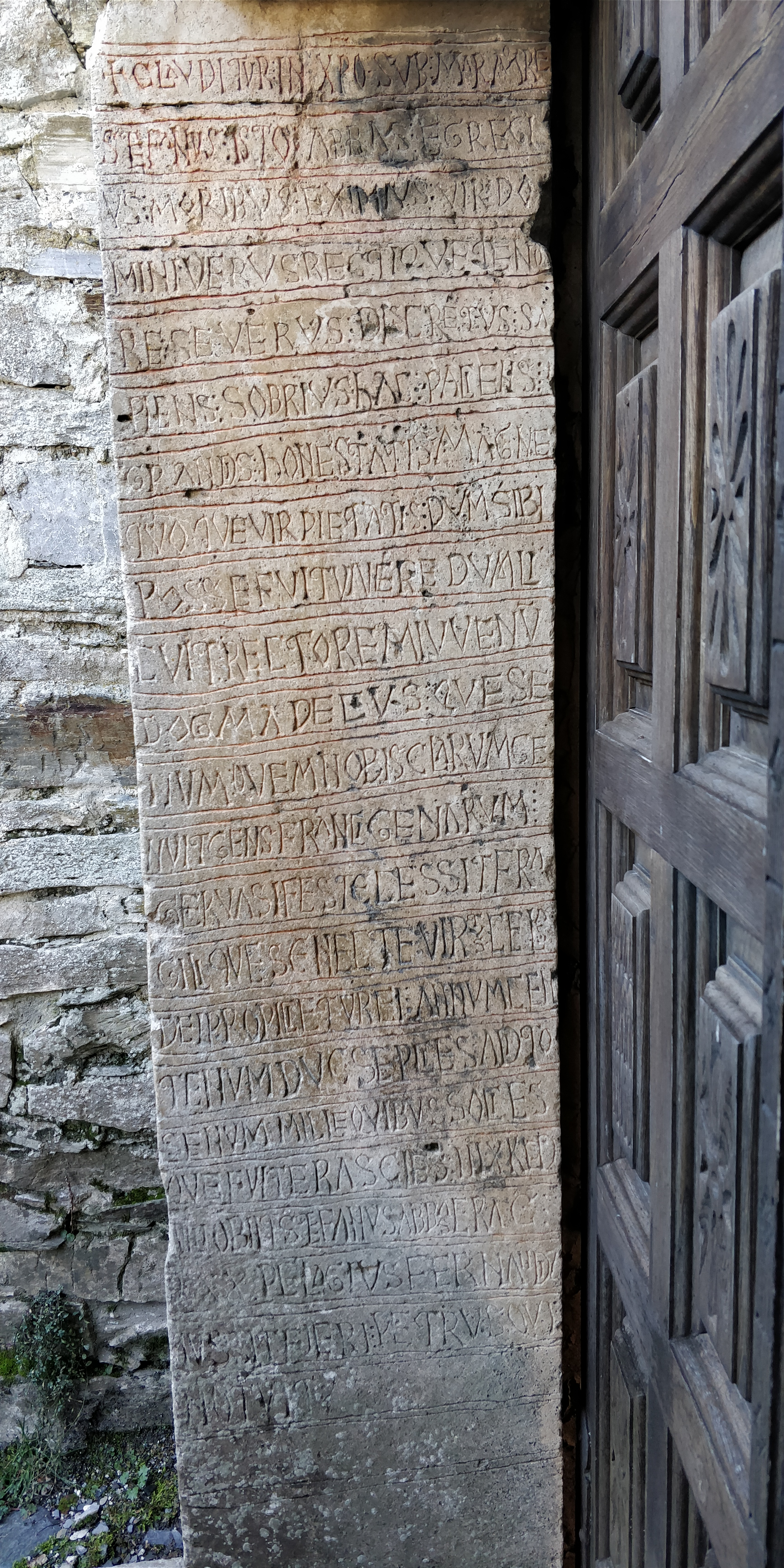
Jamba
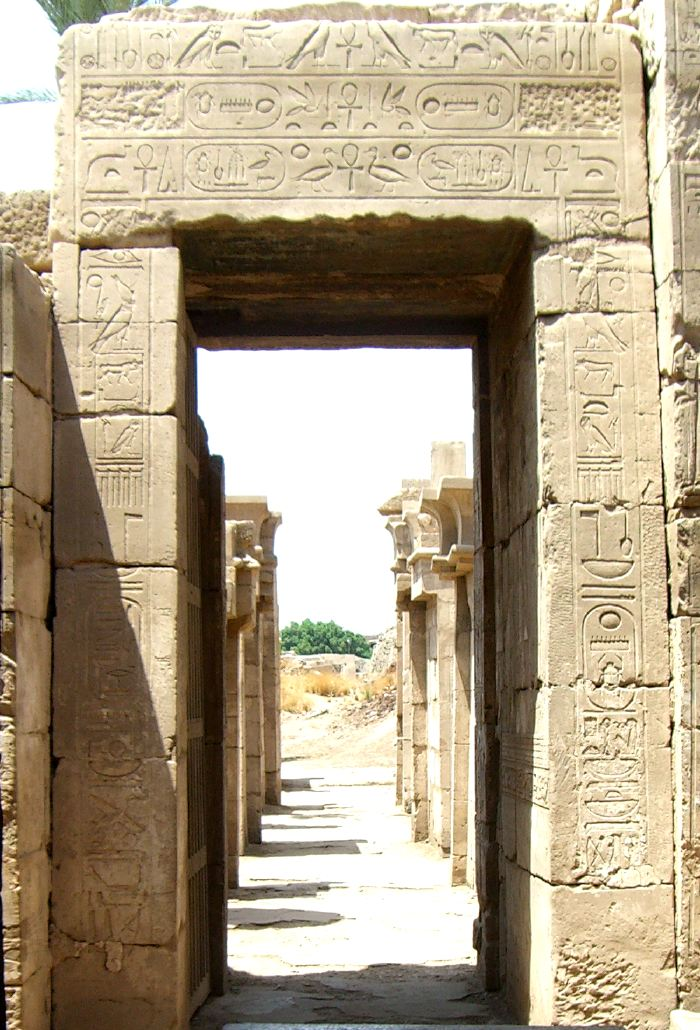
Vano en el templo de Karnak en Egipto

### Elementos mecánicos
- Pestillo, pasador o cerrojo, conjunto de elementos fijos y móviles que permiten el bloqueo de la puerta desde uno de los dos lados y que normalmente está colocado en la parte interior a la estancia a la que da paso la puerta.
- Caracol, tipo de pestillo consistente en una pieza espiral que gira sobre su centro sujeto a otra pieza articulada respecto a la puerta. Colocando dicha espiral sobre la pieza con un taladro pasante de la jamba y haciéndola girar para que la espiral se introduzca en dicho taladro, la puerta queda bloqueada.
- Bisel, soporte superior con balero para hacer girar una puerta abatible.
- Tejuelo, soporte inferior que descansa sobre un balín para hacer girar una puerta abatible.
- Bisagra, soporte para hacer girar una puerta, pueden ser laterales, descentradas, del tipo de leva excéntrica o techo bajo, para puerta de maroma.
- Rodaja, para puerta corrediza sobre piso o para guía de puerta ascendente.
- Carretilla, sistema de rodajas para puerta que corren sobre riel colgante.
- Pomo , tirador de la puerta.
- Quicio, parte de la puerta o ventana en que se asegura la hoja, donde están los goznes o bisagras.
- Llave , herramienta que sirve para abrir la puerta en caso de que esté bloqueada.

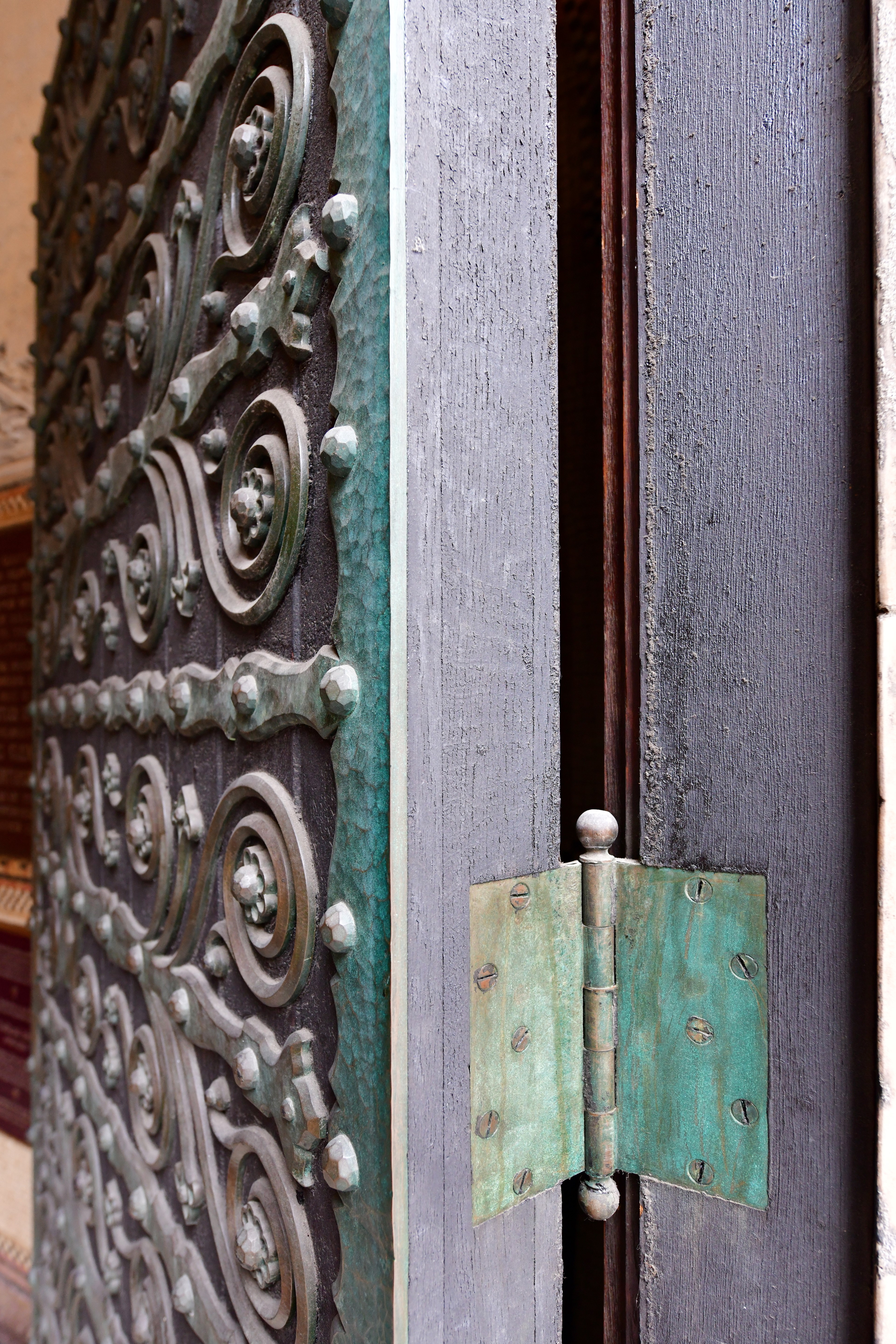
Quicio
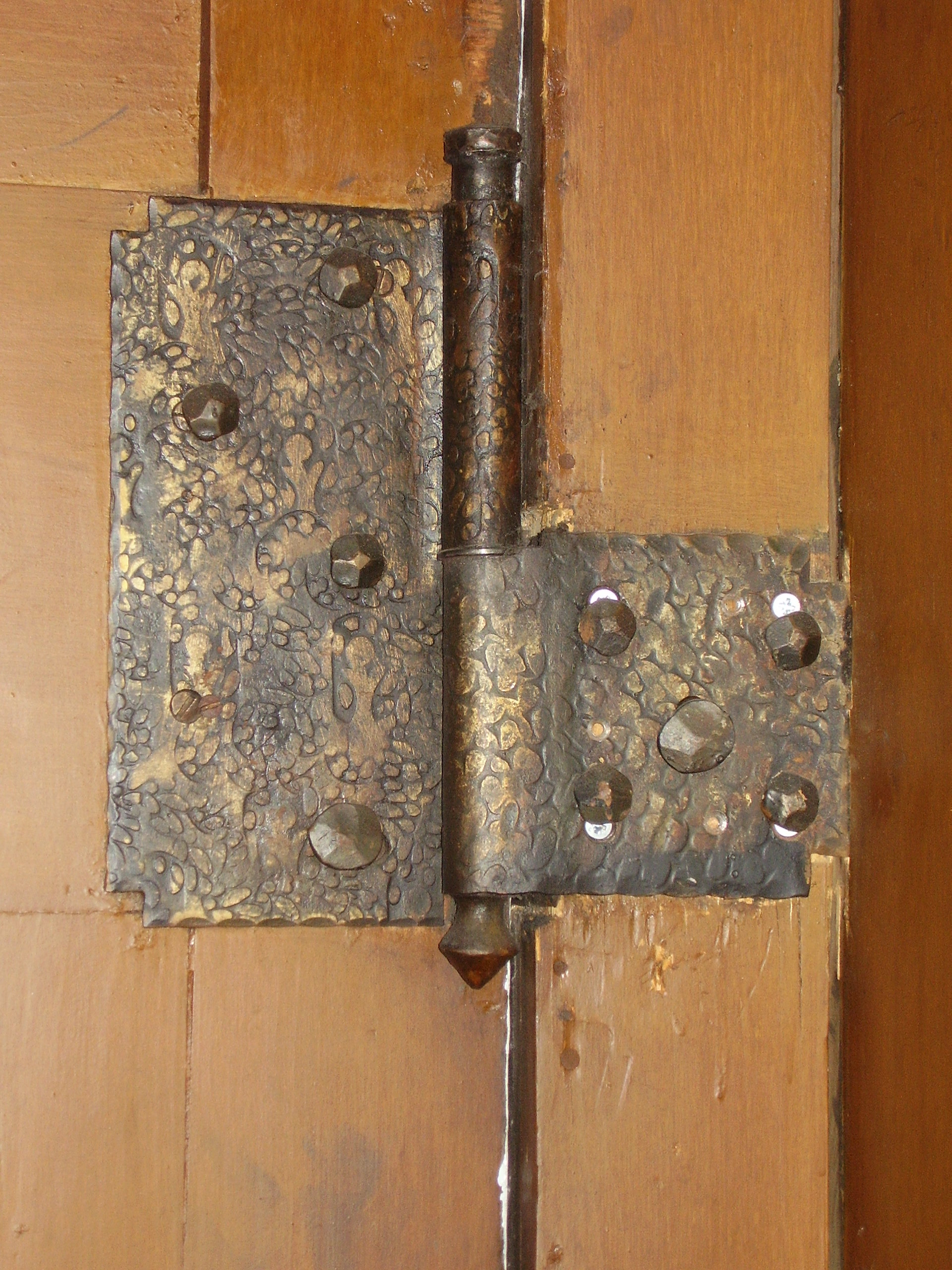
Bisagra
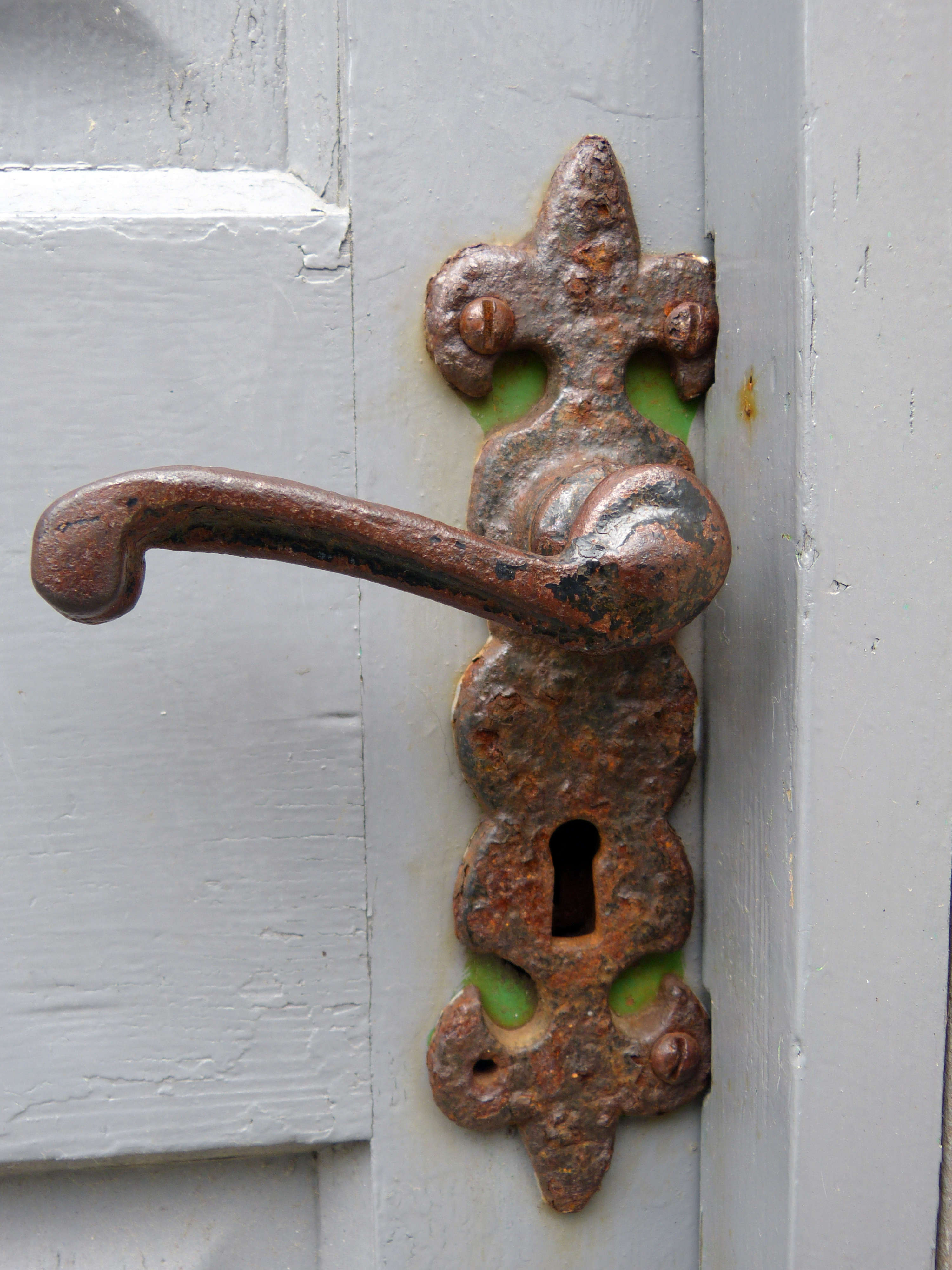
Manija o picaporte
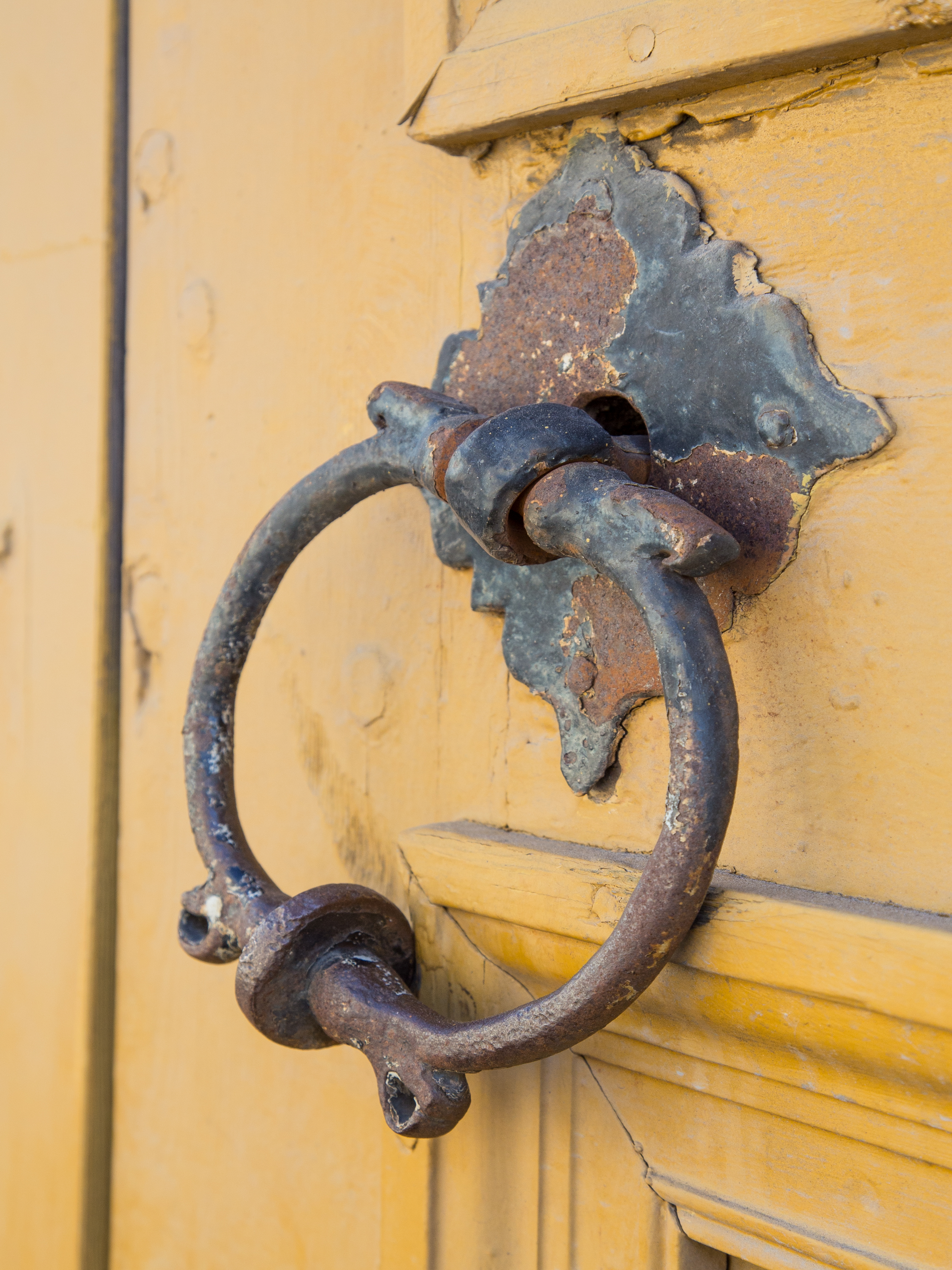
Tirador
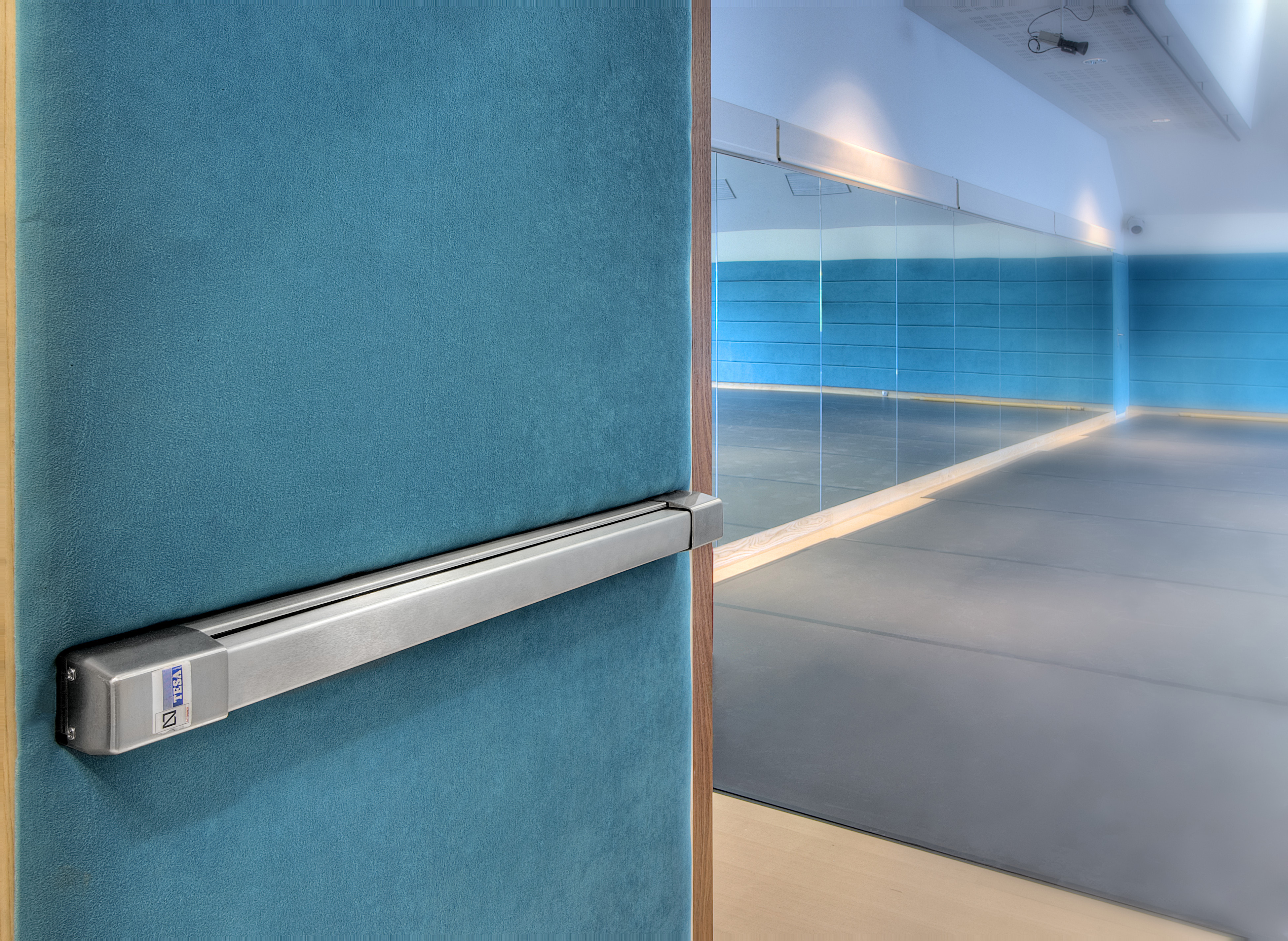
Barra antipánico
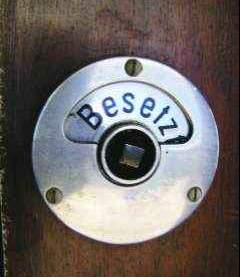
Cerradura
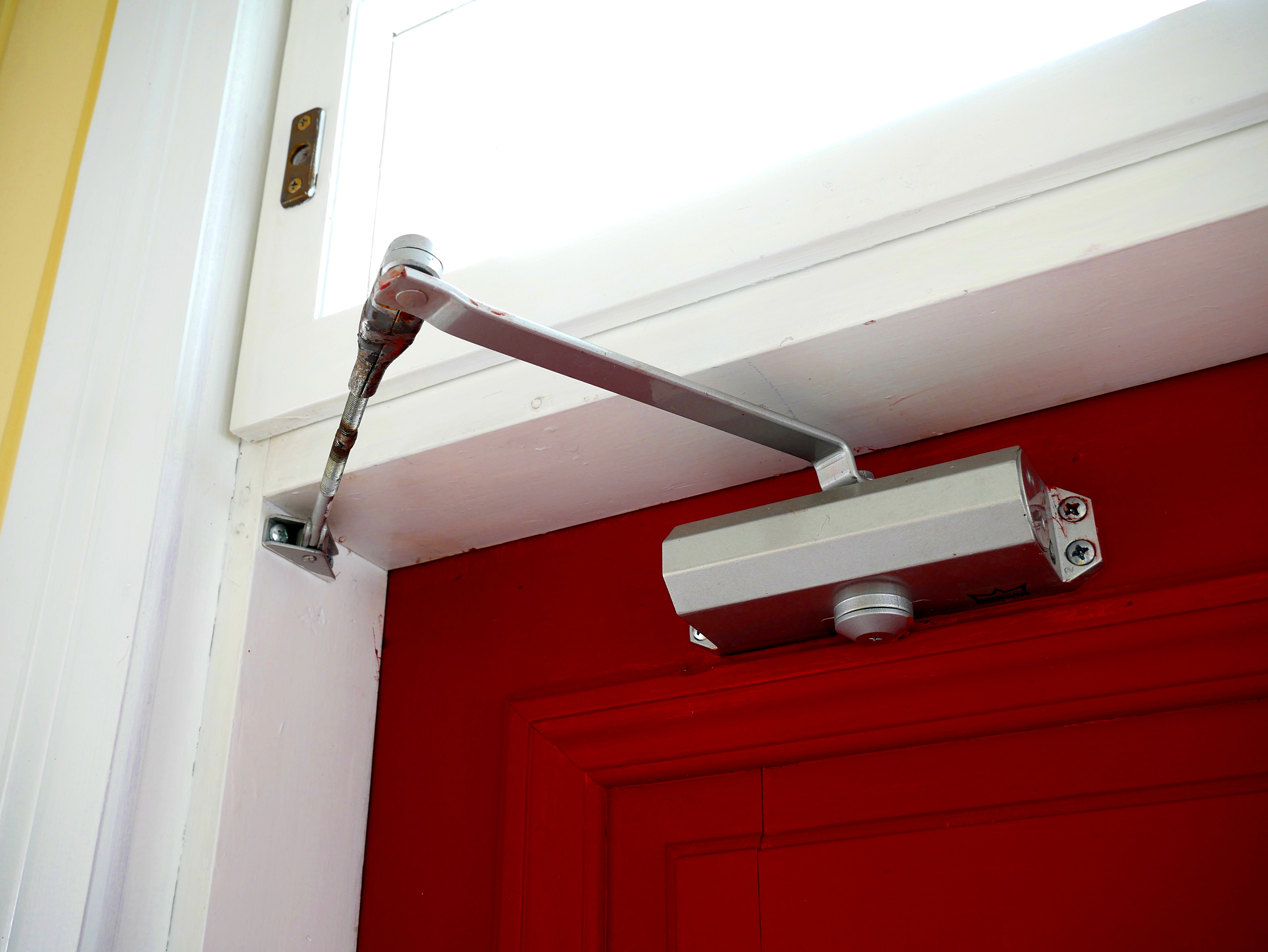
Muelle de cierre
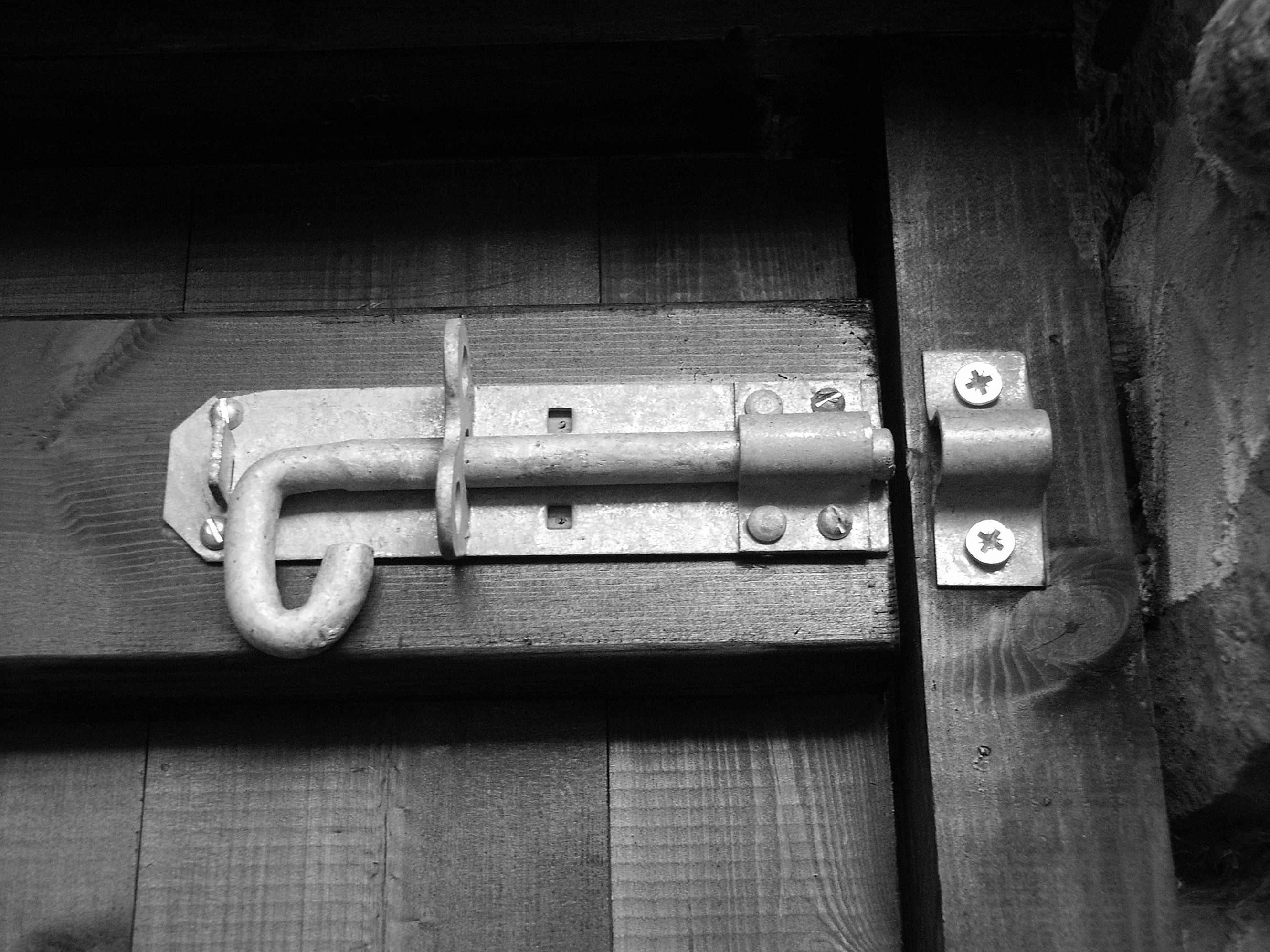
Pestillo
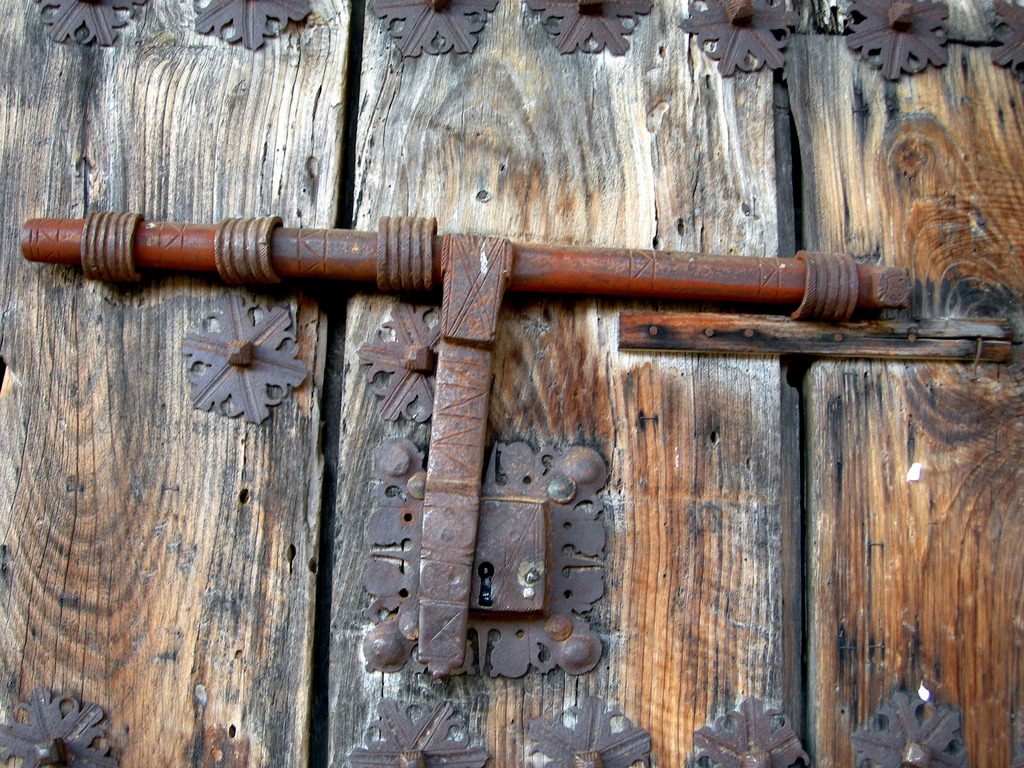
Cerrojo
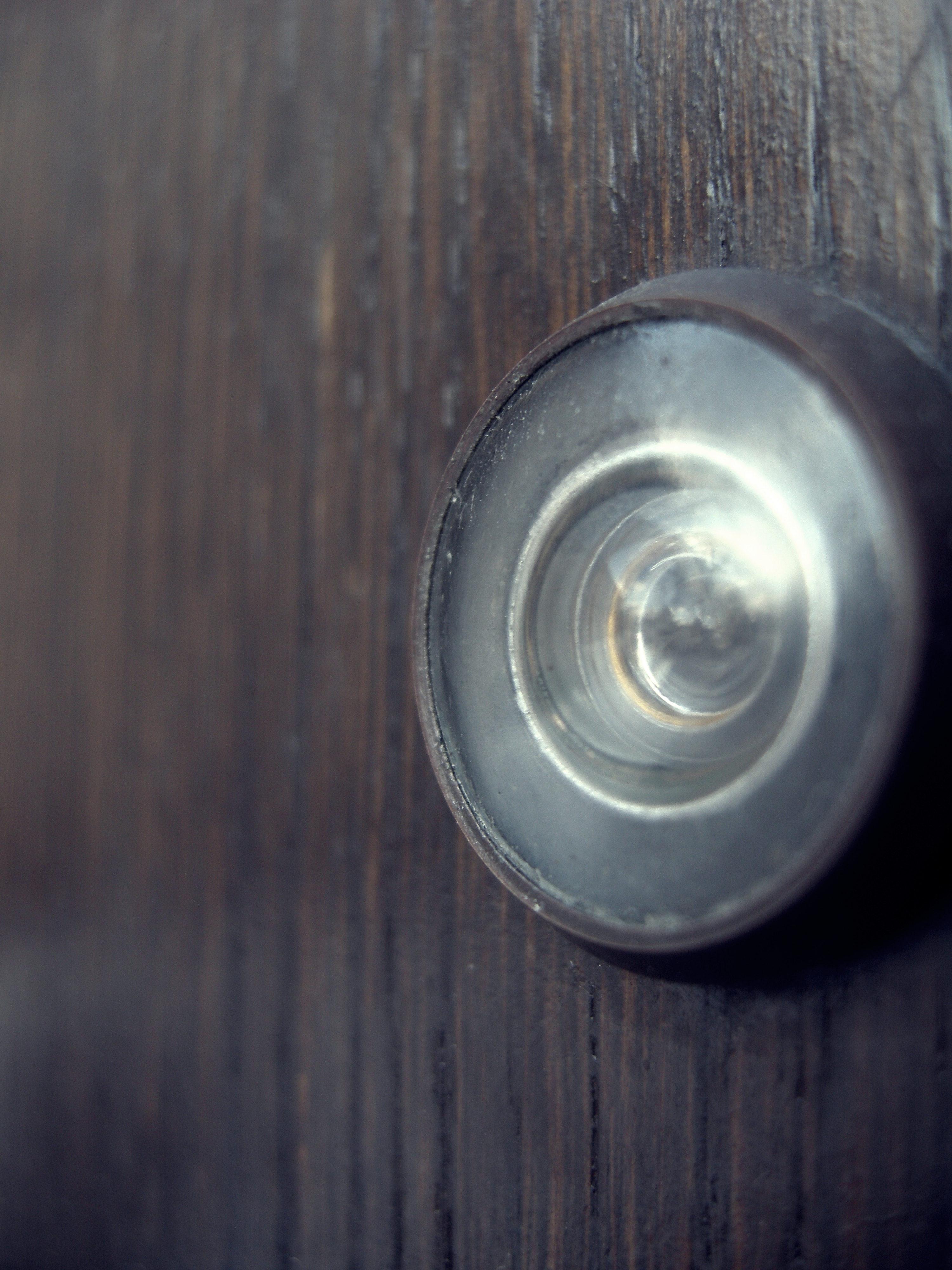
Mirilla
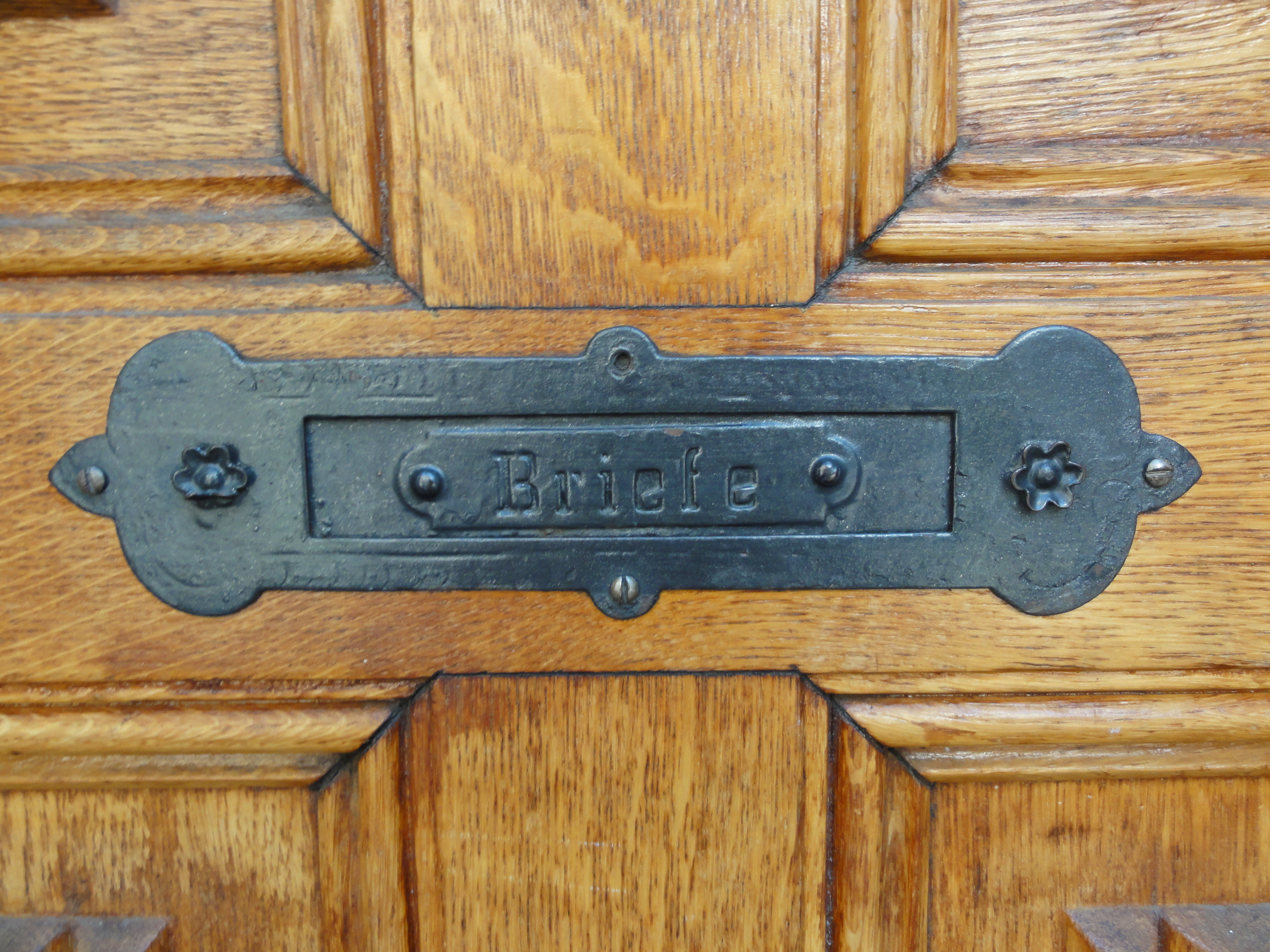
Rendija para el correo
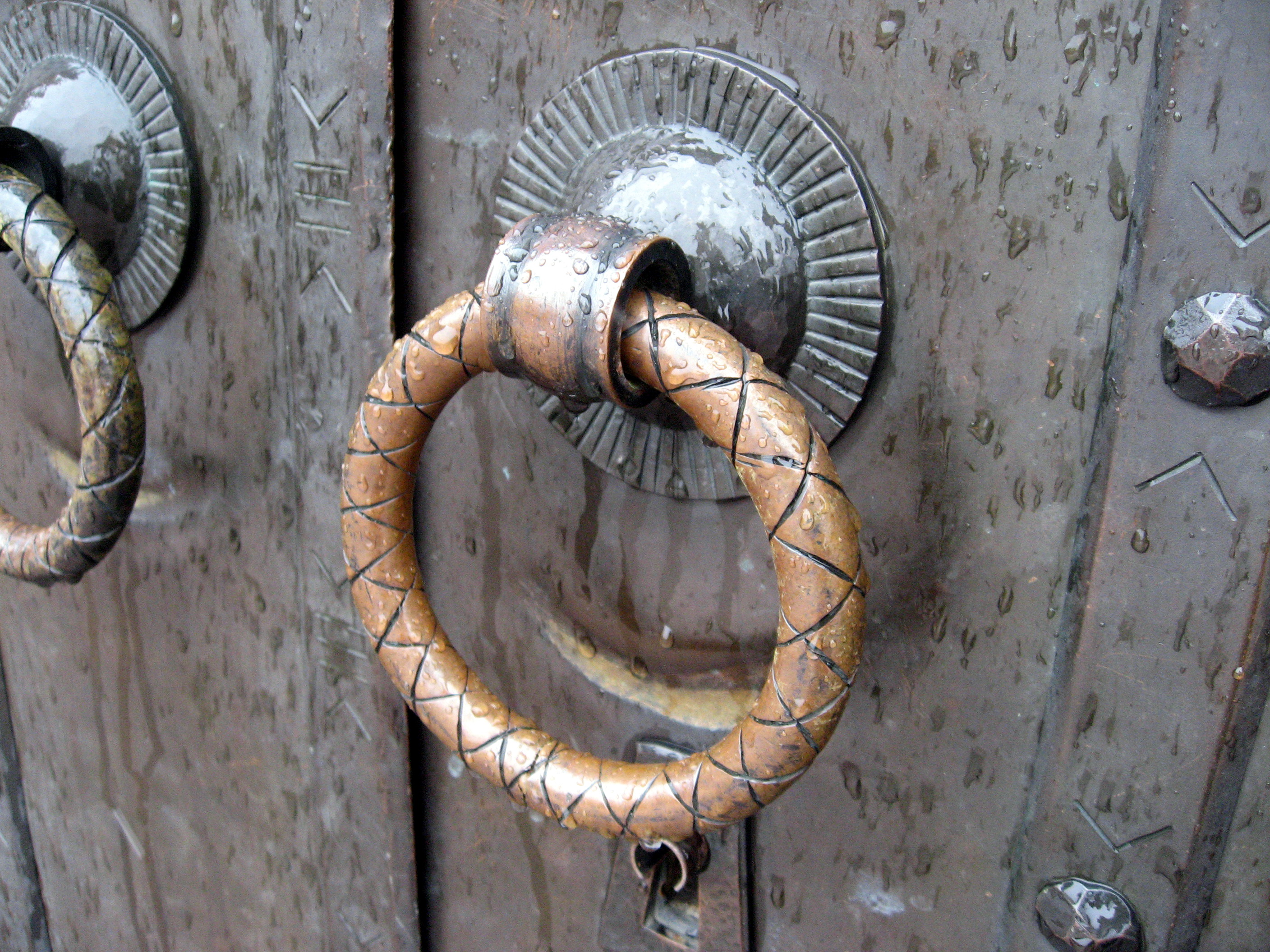
Llamador
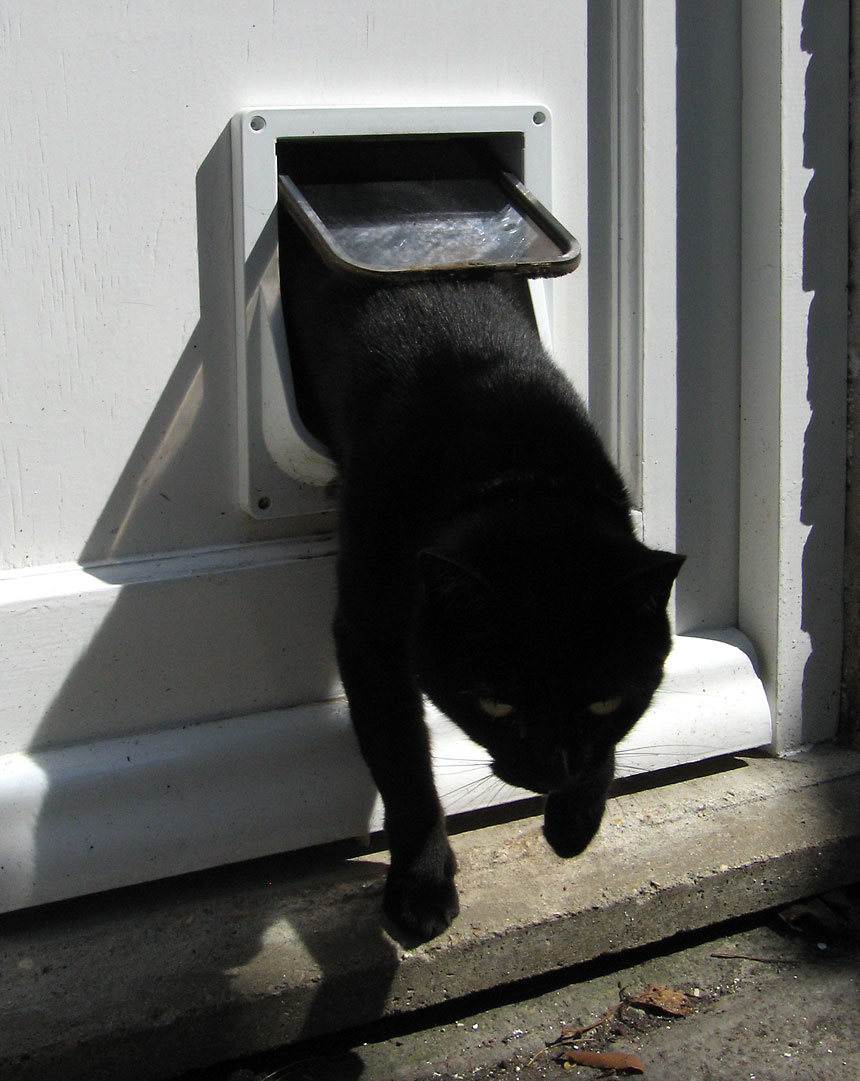
Gatera

## Tipos de puertas

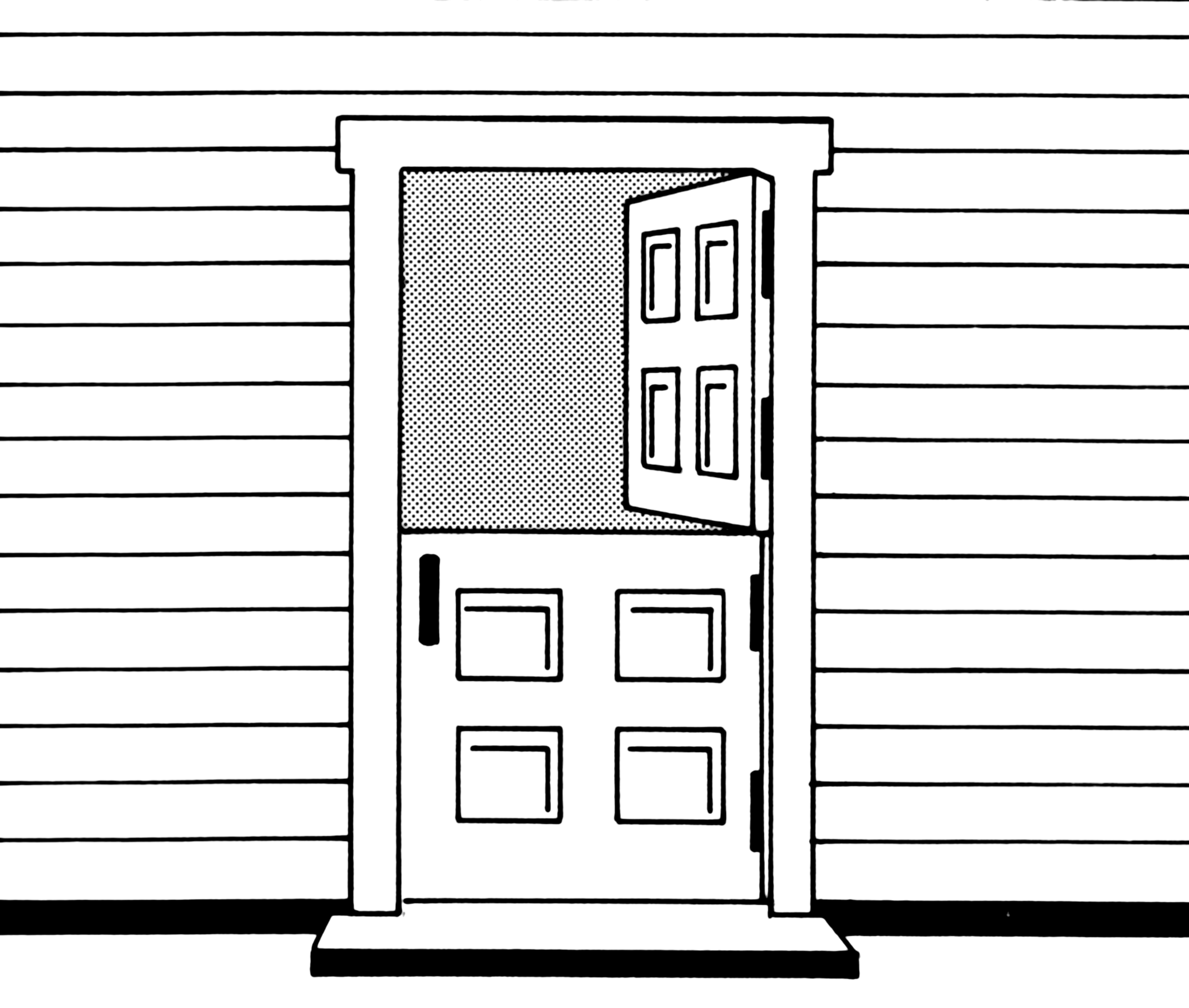
Puerta holandesa o de establo

- Puerta abatible, puede moverse hacia afuera o hacia adentro y el giro de la puerta puede ser con bisagras o con bibel y tejuelo.
- Puerta ascendente por secciones, fabricada en paneles de lámina troquelada en colores y figuras diversas, con textura imitación madera rugosa, para darle cuerpo a la lámina, pudiendo ser huecas o forradas con aislante de poliestreno o poliuretano espriado, también pueden ser fabricadas con bastidores de acero o aluminio y estar forradas de acero, duela o lámina de aluminio, cerradas, en rejillas horizontales, verticales, cuadros o con curvas de acero de forja también.
- Puerta basculante, puede subir en una o dos piezas mediante un par de bisagras especiales o guías de rodamiento con resortes de tensión o contrapesos generalmente de concreto para equilibrar el peso.
- Puerta corrediza, con movimiento paralelo, puede ser aérea cuando el riel cuelga del techo o estructura, volada cuando se mueve con rieles de proyección o de piso cuando va sobre una guía o riel.
- Puerta egipcia, en forma de trapecio isósceles con el lado mayor en la parte inferior.
- Puerta en esviaje, cuando hay una desviación del eje del arco respecto al frente.
- Puerta giratoria, utilizadas para impedir la entrada o salida de aire o luz.
- Puerta de guillotina, utilizadas cuando hay mucha altura, se equilibra el peso con contrapesos o resortes.
- Puerta de maroma, fabricada en una sola pieza mediante, utiliza un par de bisagras especiales con resortes de tensión para equilibrar el peso.
- Puerta plegadiza, se utilizan generalmente en pares, giran hacia afuera o hacia adentro sobre bisagras y si se desean automatizar son soportadas sobre rieles colgantes.
- Puerta veneciana, que contiene vidrieras en el bastidor.
- Puerta holandesa o puerta de establo, aquella dividida horizontalmente en dos secciones que se pueden operar indepedientemente, manteniendo cerrada la mitad inferior mientras se mantiene abierta la mitad superior.[10]

### Puertas automáticas
Las puertas automáticas se abren gracias a un operador que tira de la puerta, generalmente operan por un pulso seco, al que se le puede conectar un botón pulsador, o una receptora de señales para mandos a distancia infrarrojos, tarjeta de proximidad wiegand, mifare.

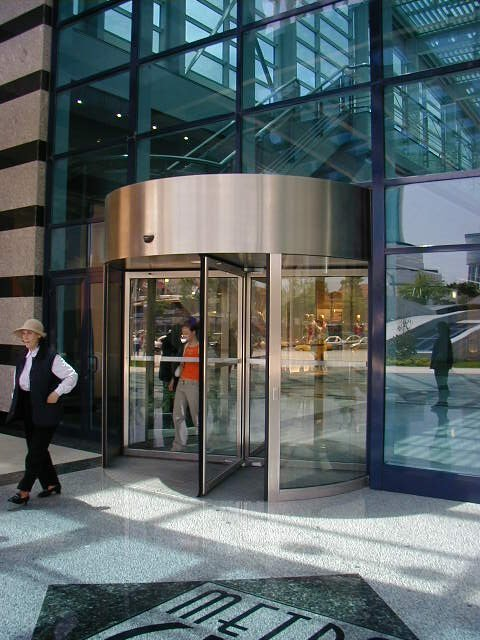
Puerta giratoria
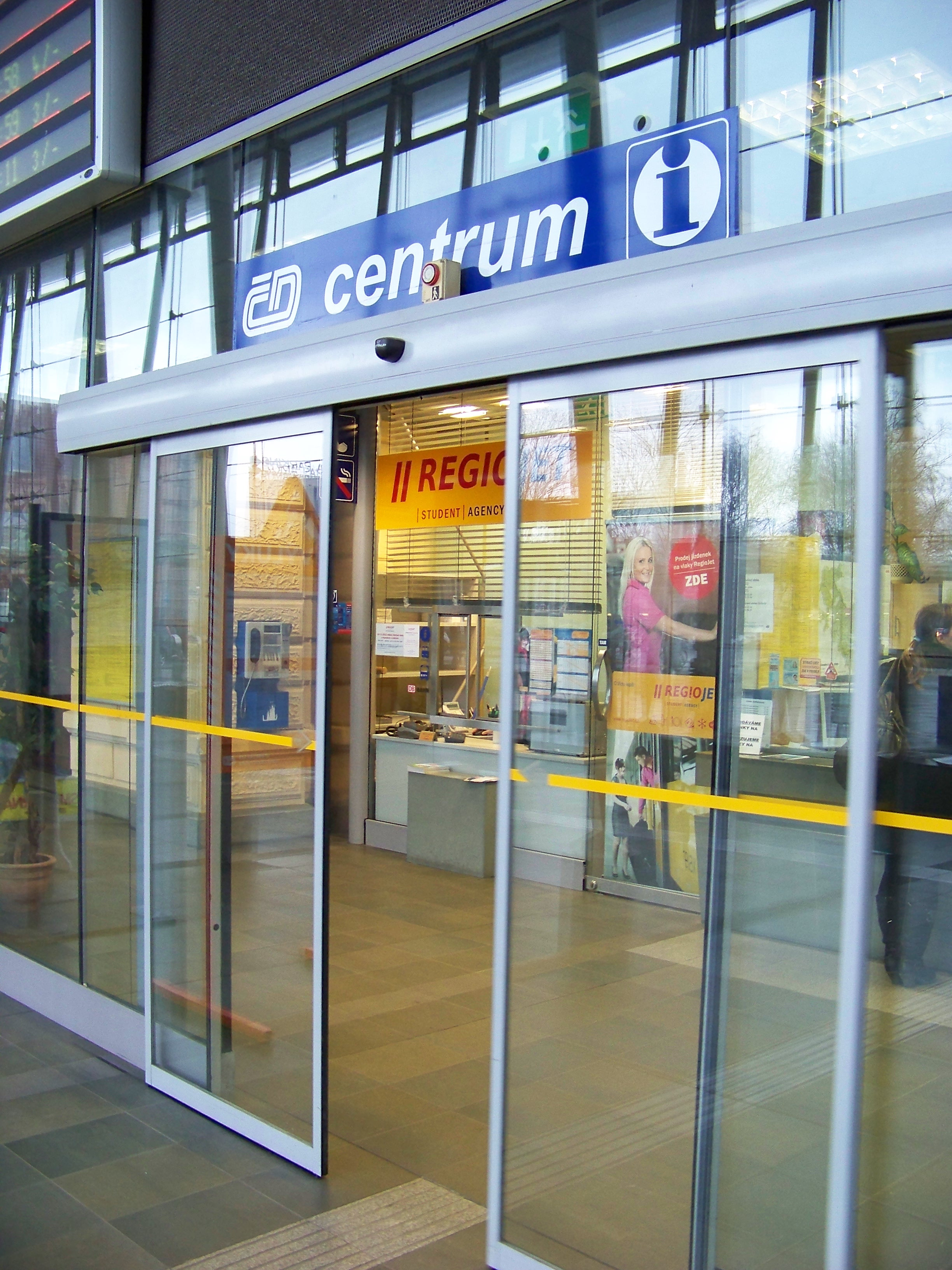
Puertas automáticas
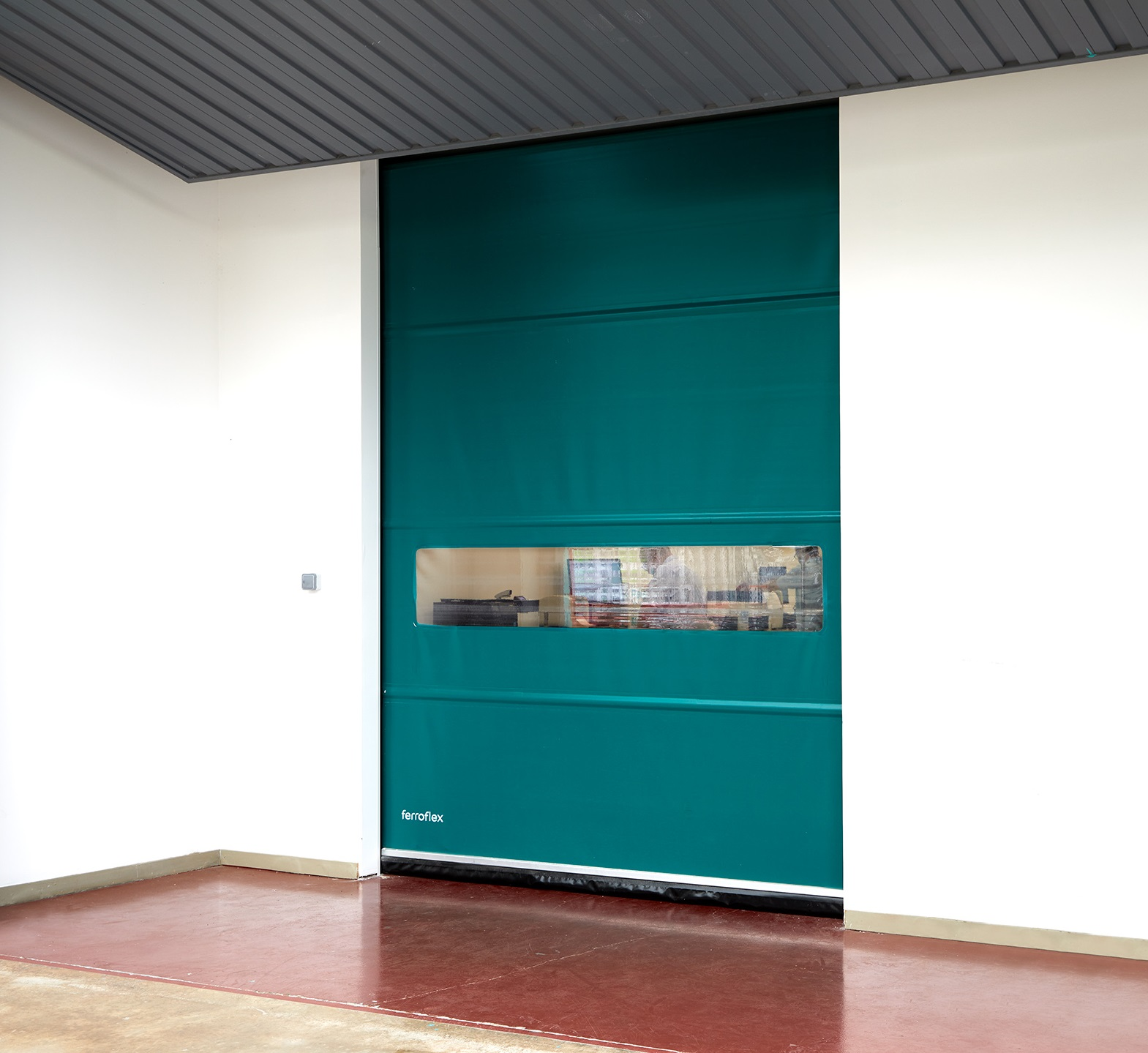
Puertas industriales
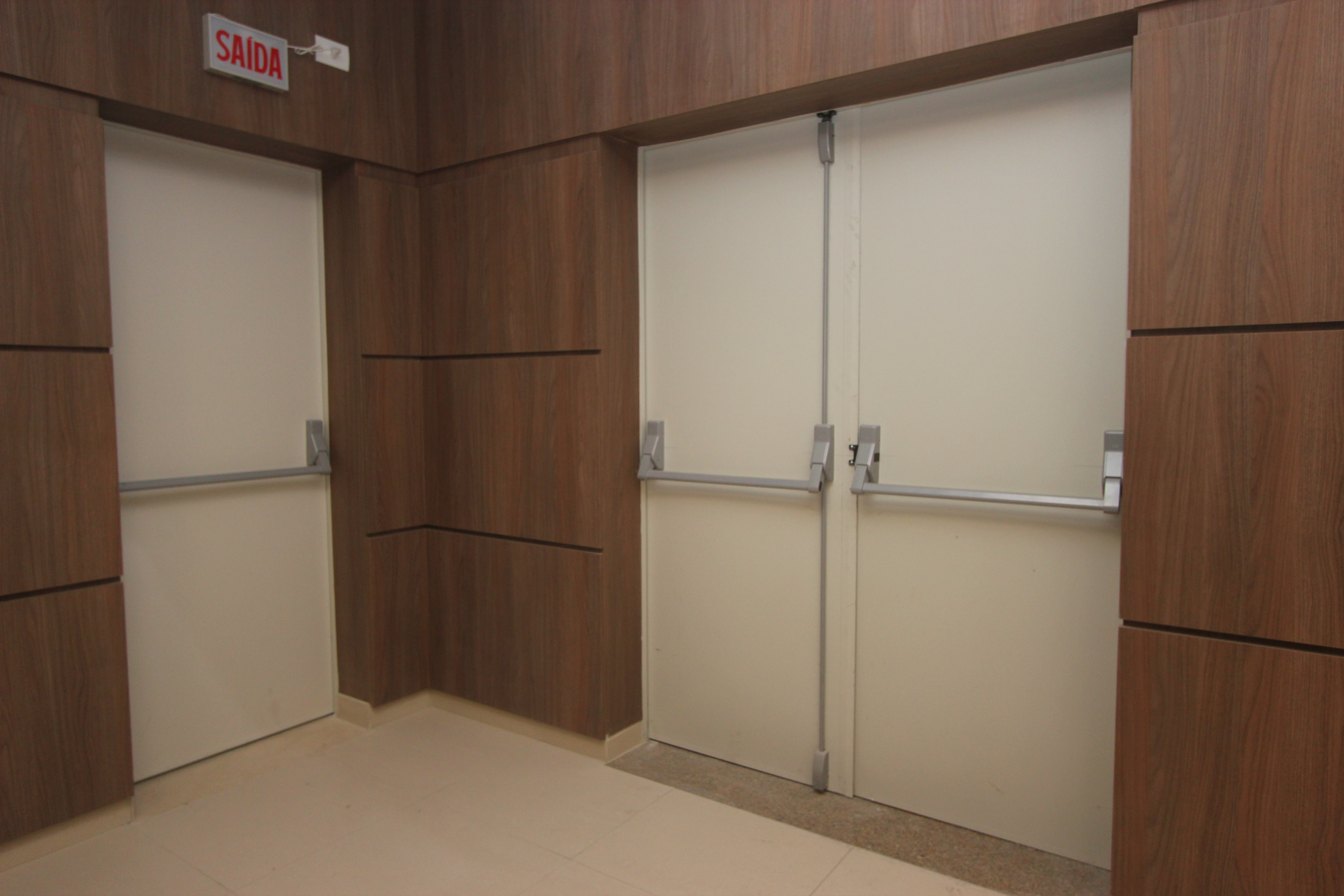
Puertas cortafuegos
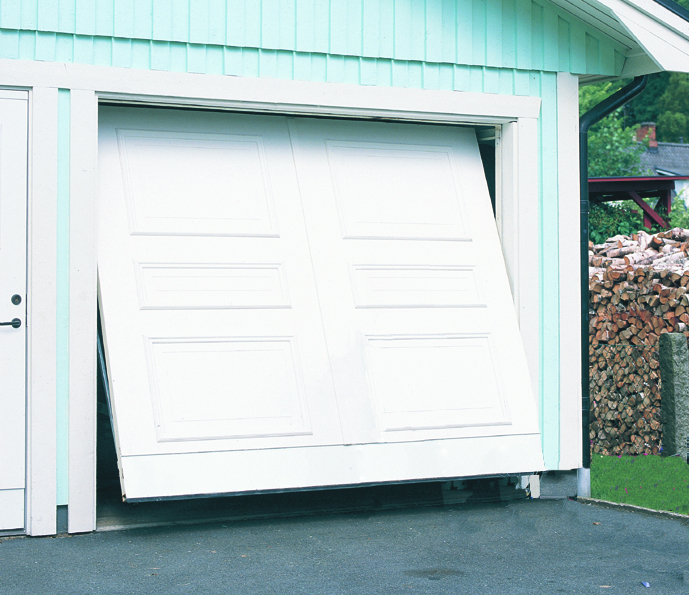
Puerta abatible de garaje
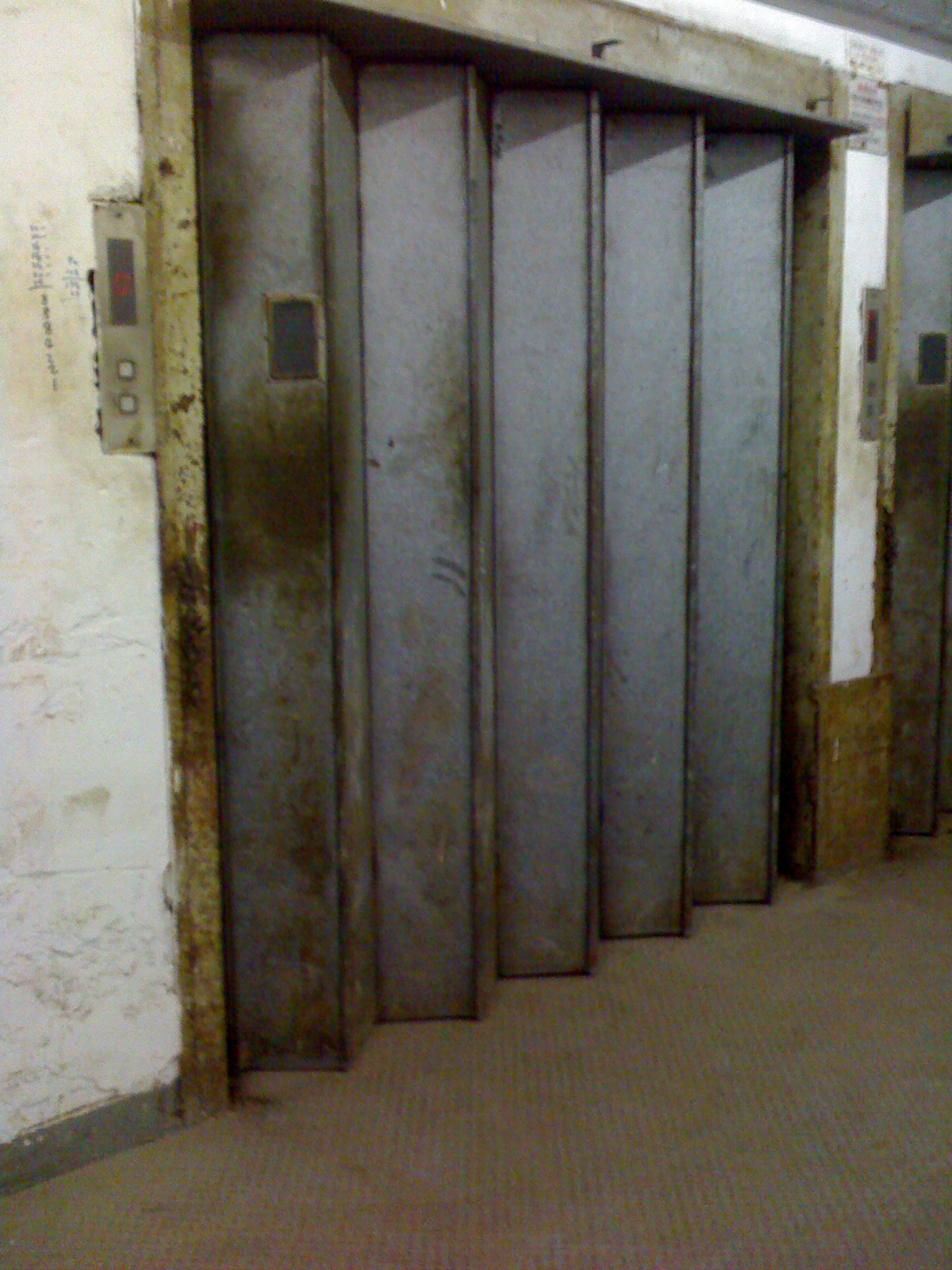
Puerta plegable
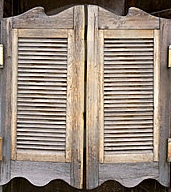
Puertas de saloon

## Puertas y portones en los centros de trabajo
La necesidad de regular el uso y la señalización de puertas y portones en los lugares de trabajo es la de prevenir que no puedan ocurrir accidentes laborales cuando los trabajadores pasan mercancías o transitan dentro de las naves industriales.
Las puertas deben ser diseñadas y fabricadas de acuerdo a su función y en torno a otros aspectos como lo son:
- La frecuencia de uso: considerando la cantidad de personas que comúnmente usarán la puerta cotidianamente.
- Anchura adecuada: (por ejemplo para dar paso a una silla de ruedas o vehículos motorizados).
- Sentido de apertura: si la puerta debe de abrir hacia un lado solamente (y hacia que lado ha de abrir) o si es de vaivén. Si es de apertura eléctrica o manual. El sentido de pertura se determina mirando la puerta desde arriba. Es a derechas si gira en el sentido de las agujas del reloj al abrir, a izquierdas en caso contrario.
- Sistemas de aviso: si la puerta debe tener una ventanilla de aviso.
- Blindadas: son cinco niveles de blindaje, el nivel se refiere al tipo de protección ofrecida contra impactos de algún misil.
- Materiales constitutivos de la puerta: las puertas pueden ser categorizadas de acuerdo con sus propiedades en relación con el tiempo o duración estimada en un incendio ya que unas puertas pueden resistir el paso del fuego menos o más tiempo que otras.[11]

## Puertas por periodo

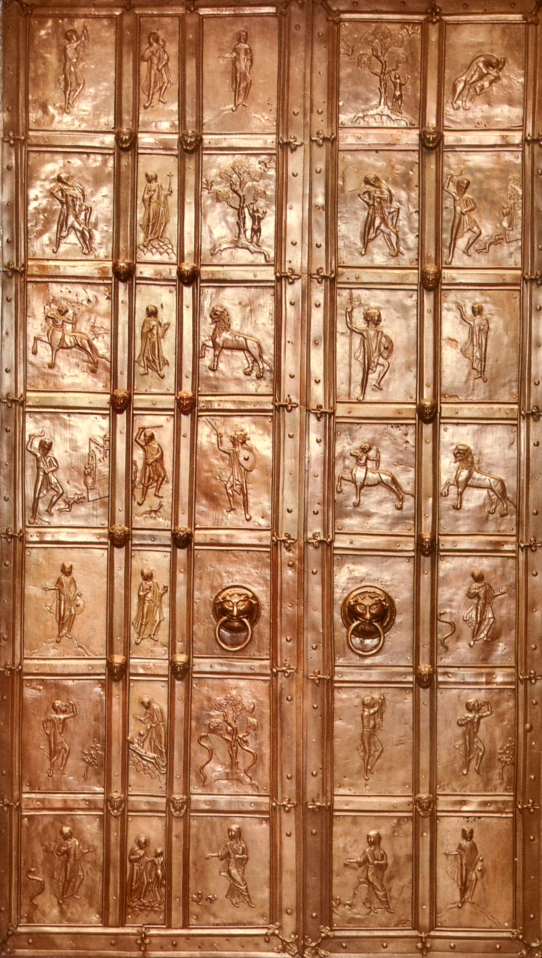
Puerta románica de bronce en la Catedral de Augsburgo
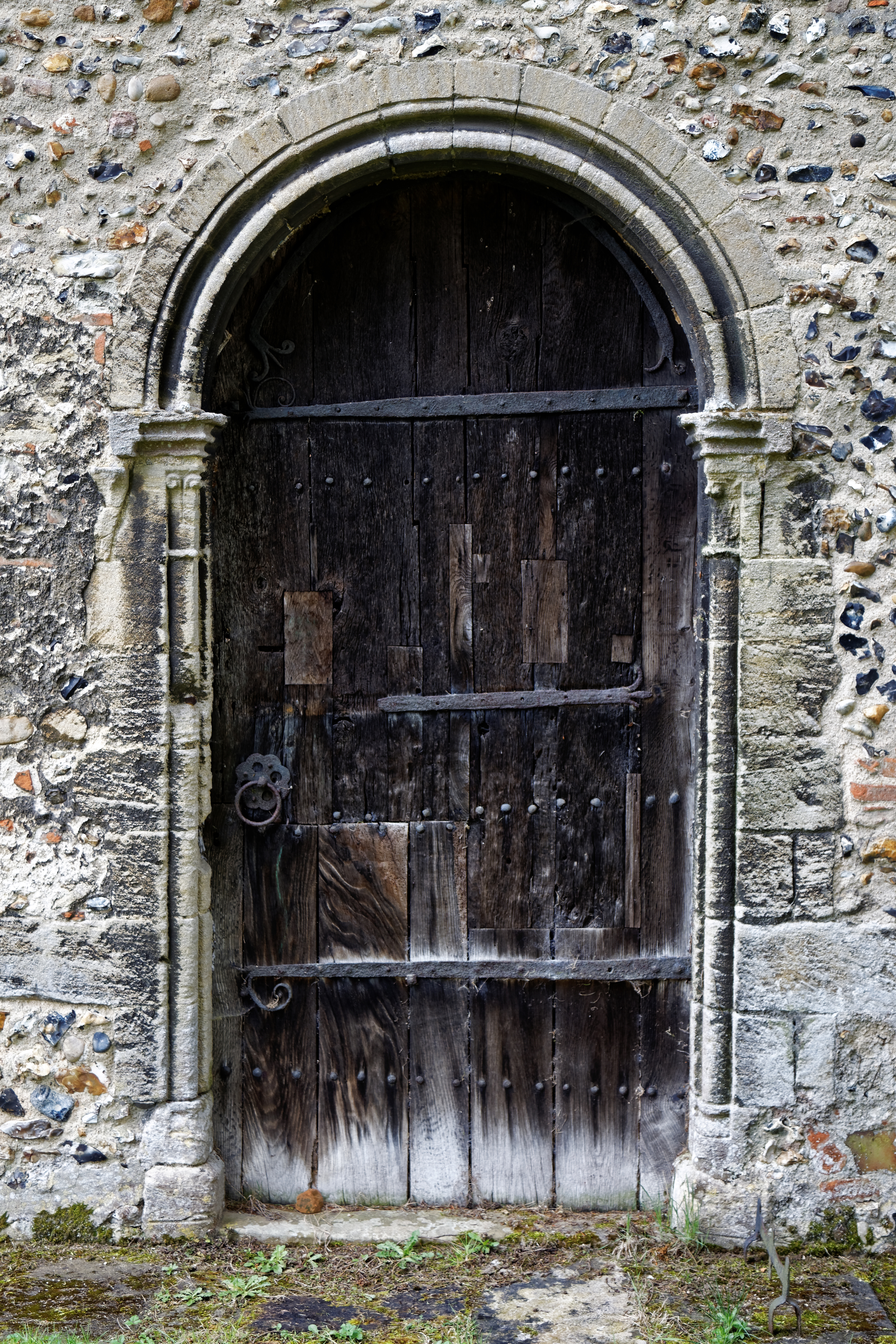
Puerta medieval del Castillo de Hedingham en Essex (Inglaterra)
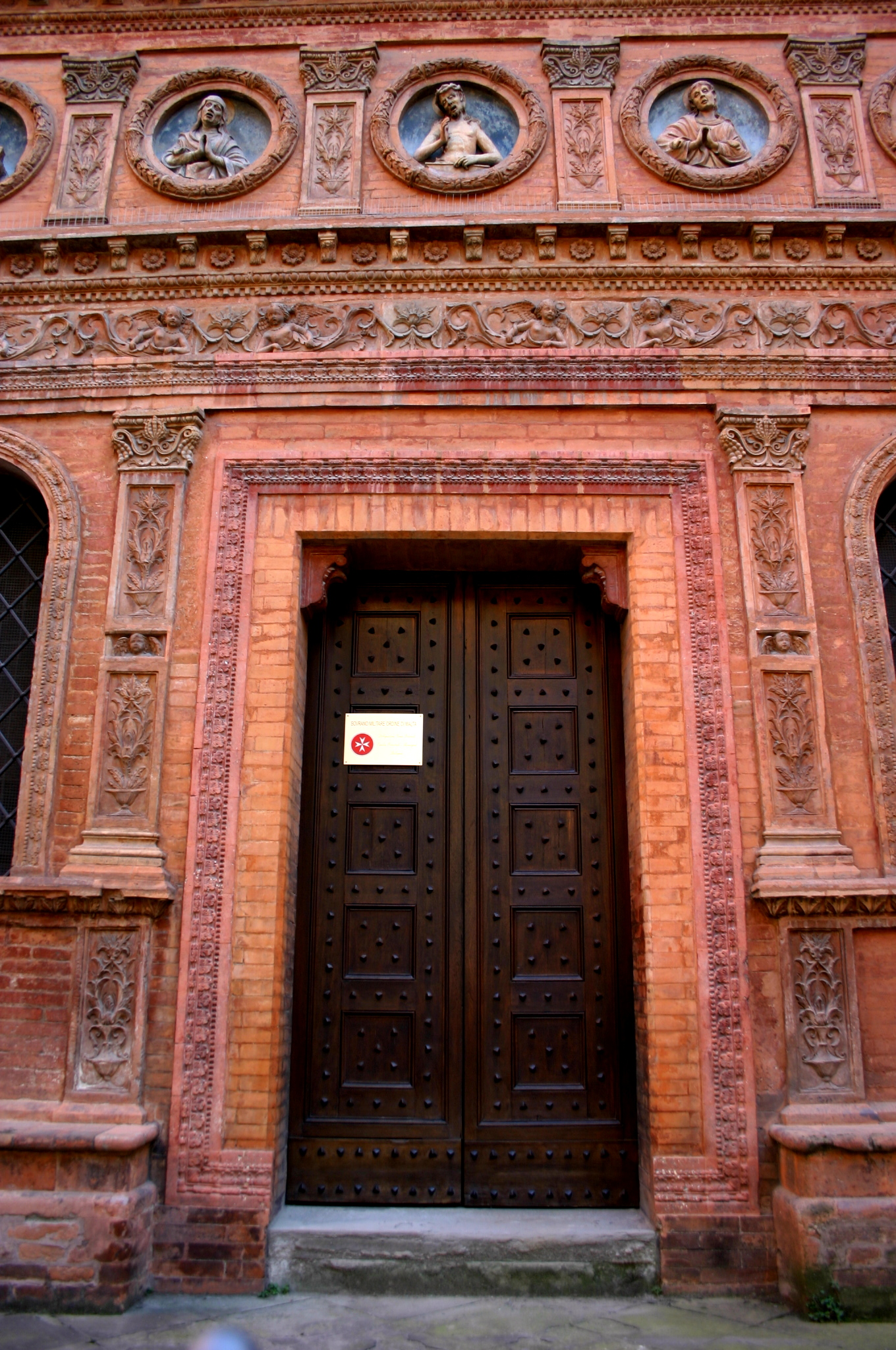
Puerta renacentista en el Oratorio dei Celestini en Bolonia
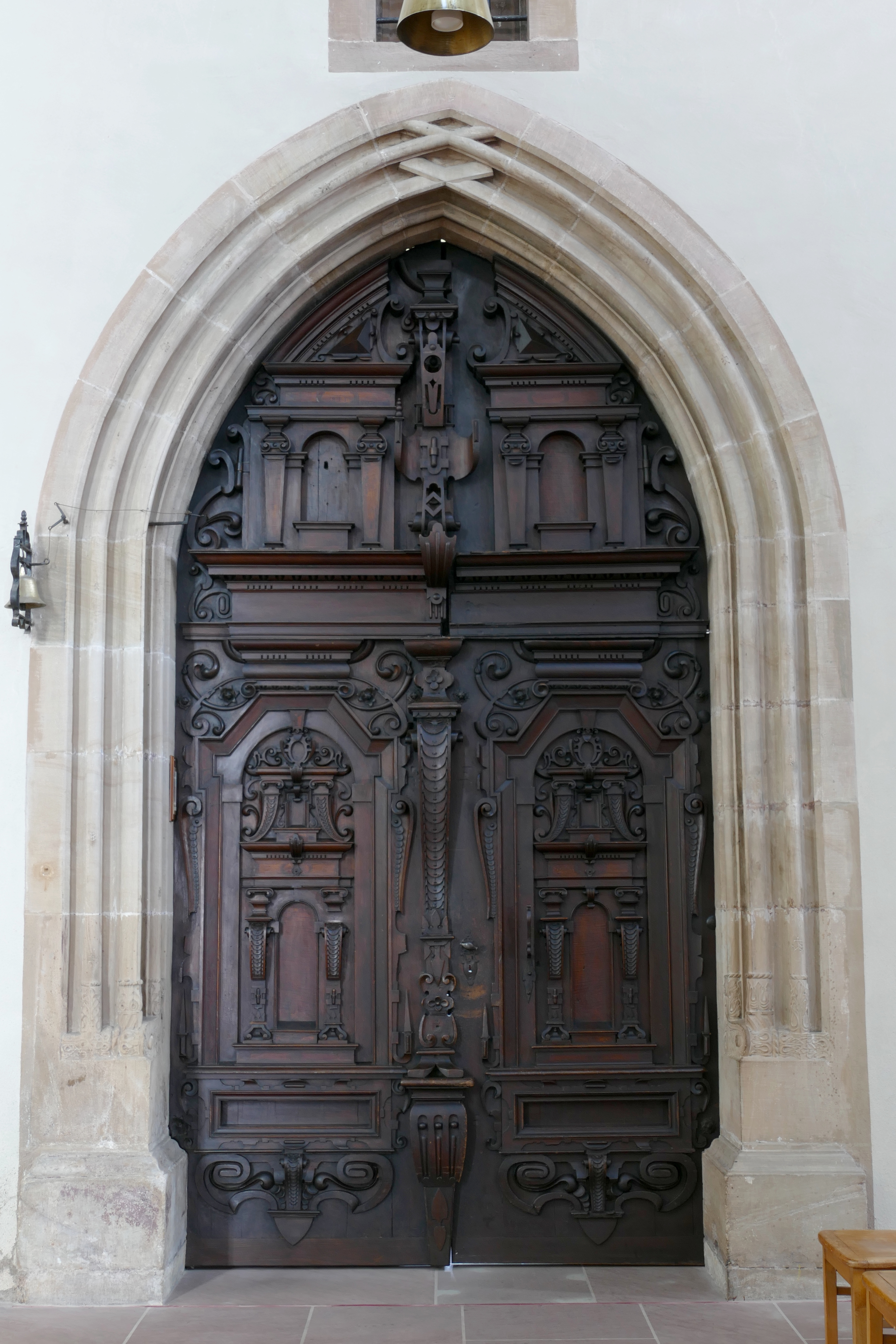
Puerta de estilo barroco en Alsacia (Francia)
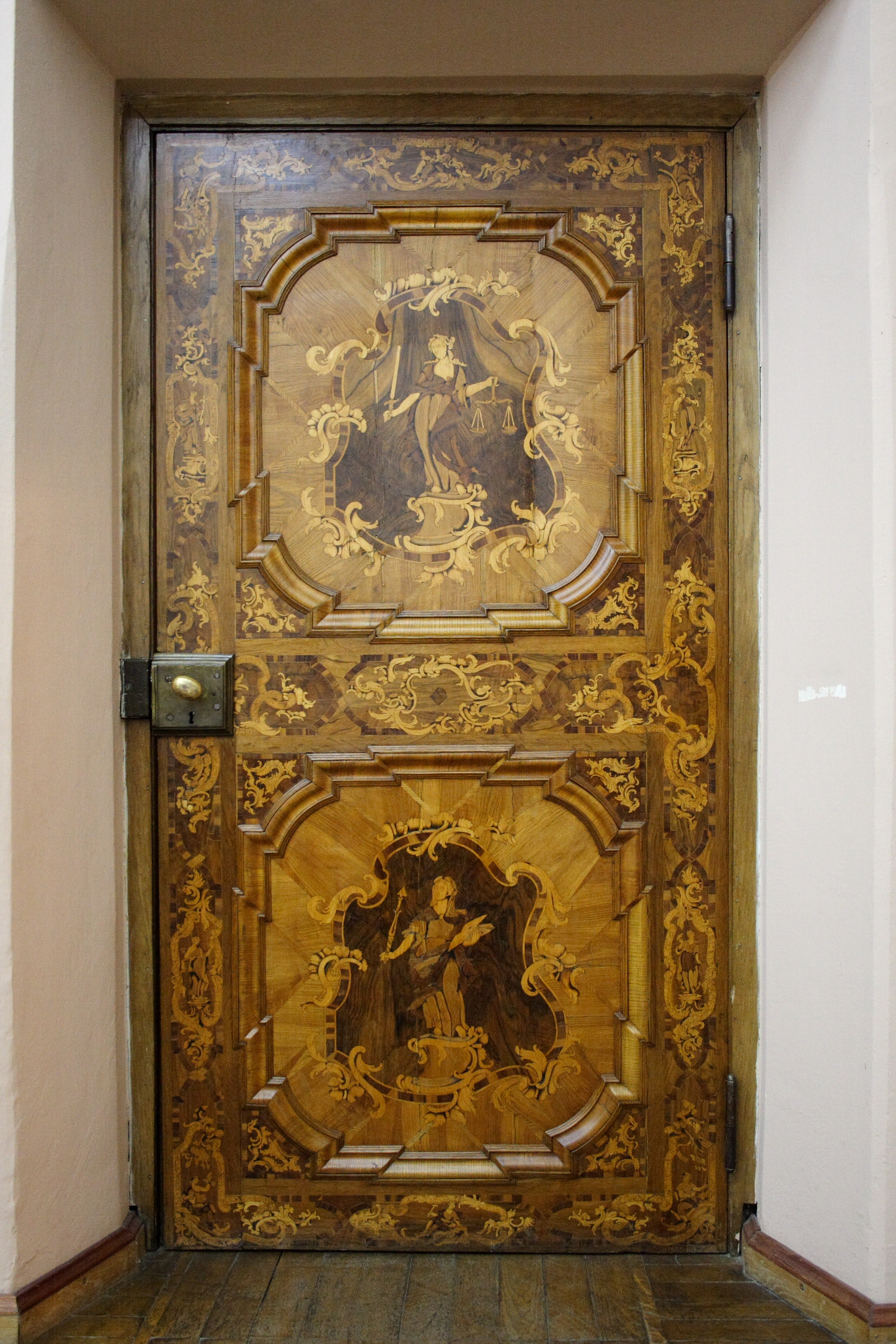
Puerta de estilo rococó en Toruń, Polonia
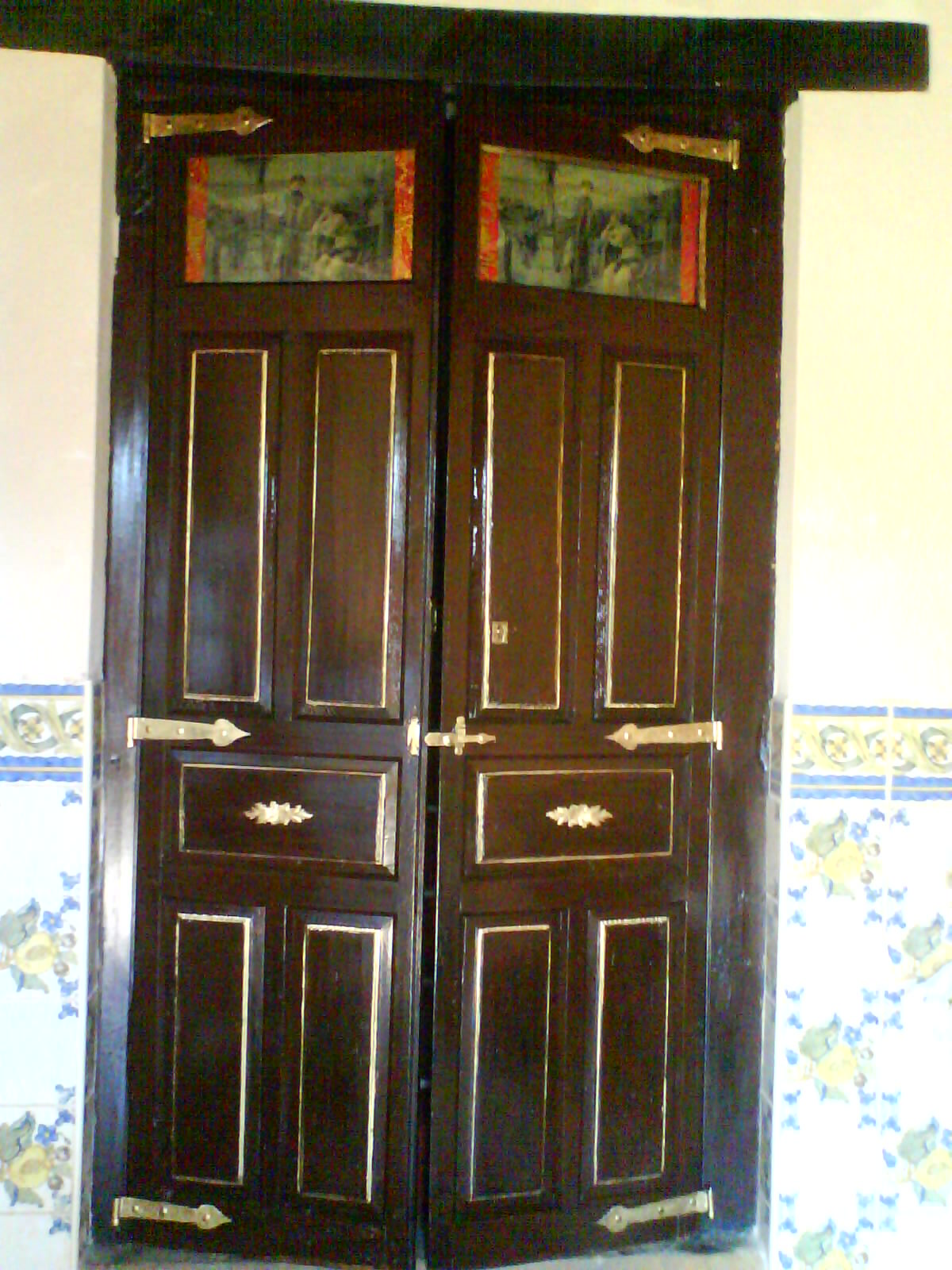
Puerta española de cuarterones de madera (s. XIX)
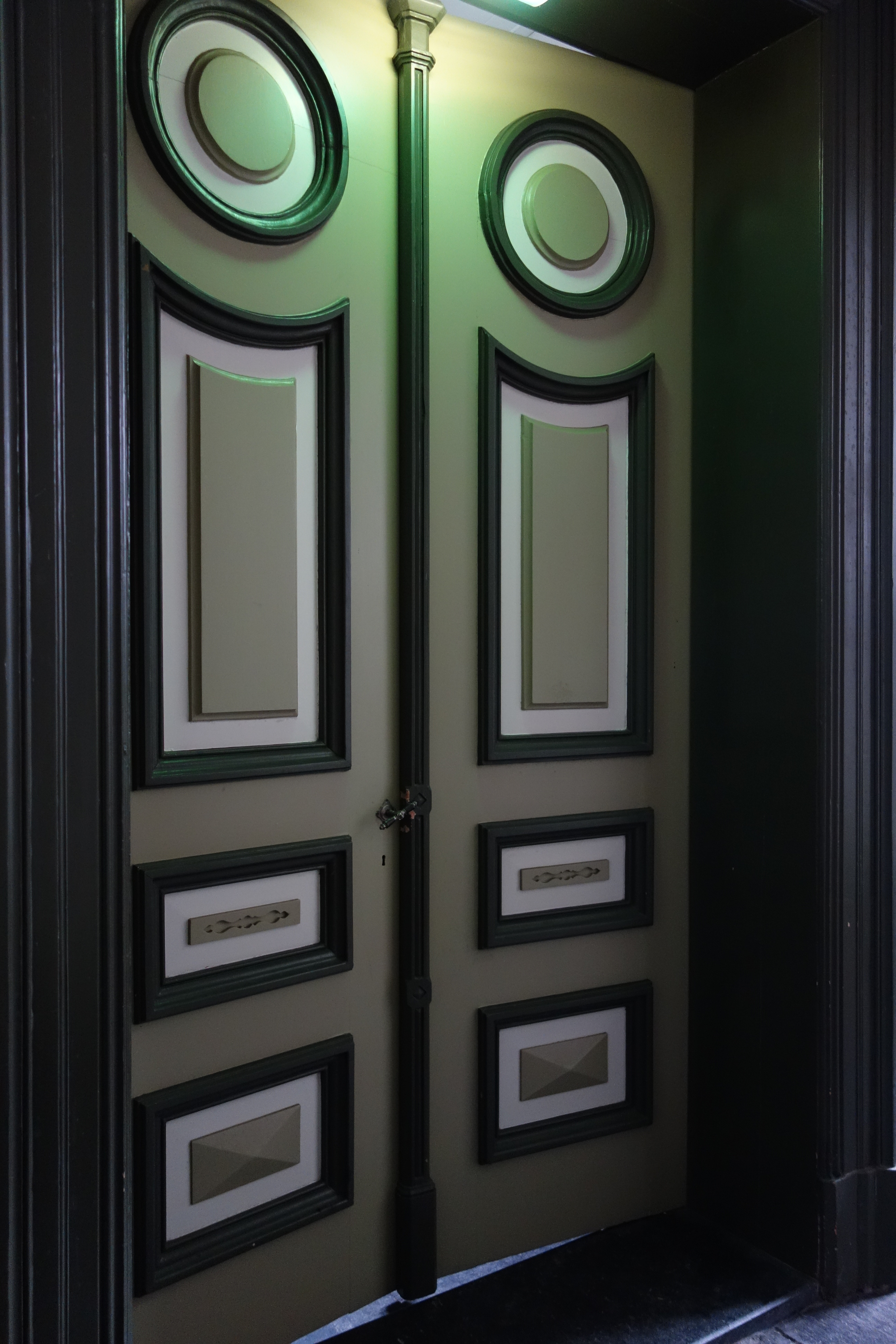
Puerta neoclásica en Holanda
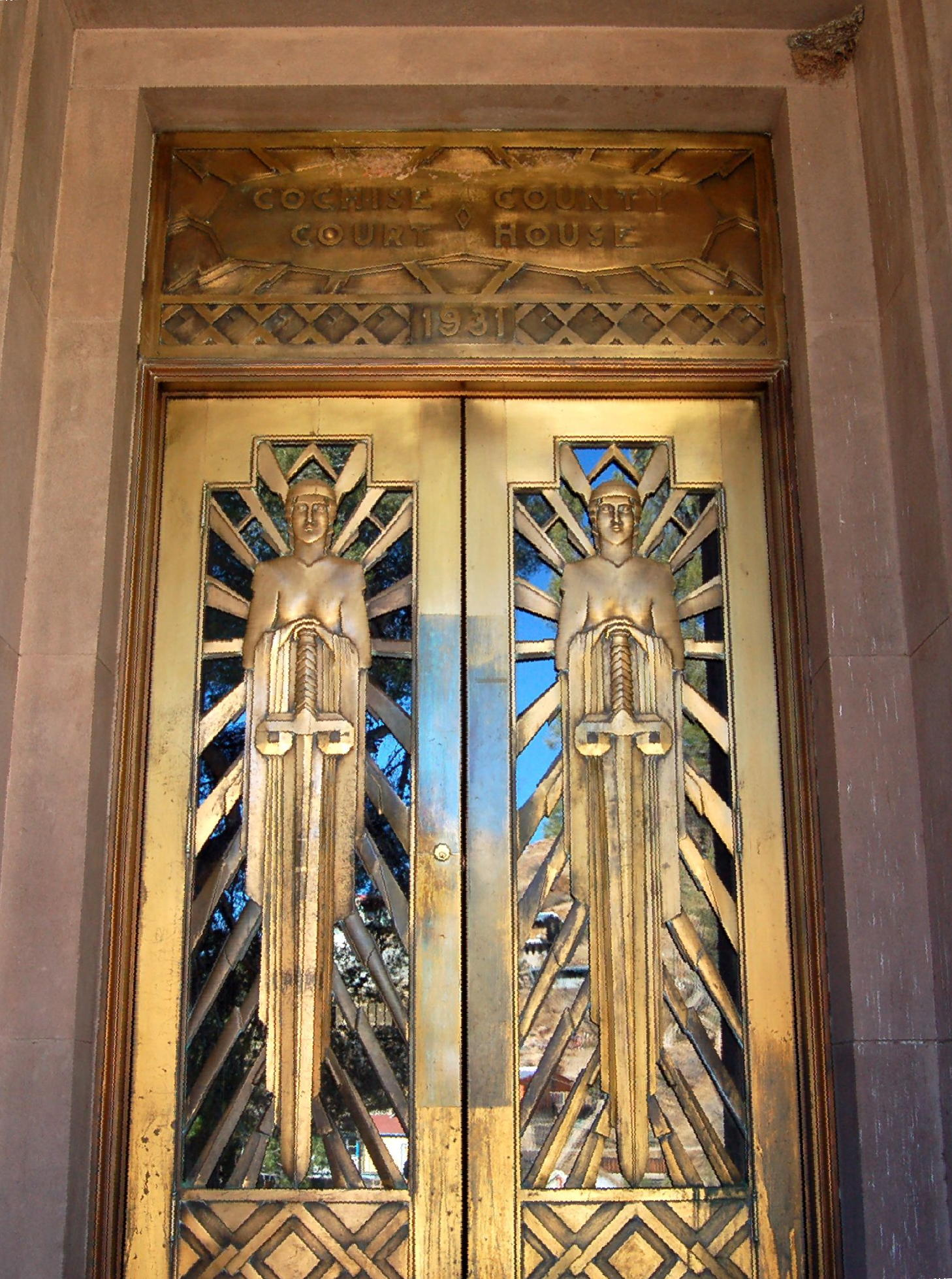
Puertas Art Decó de entrada a los juzgados de Bisbee, Arizona
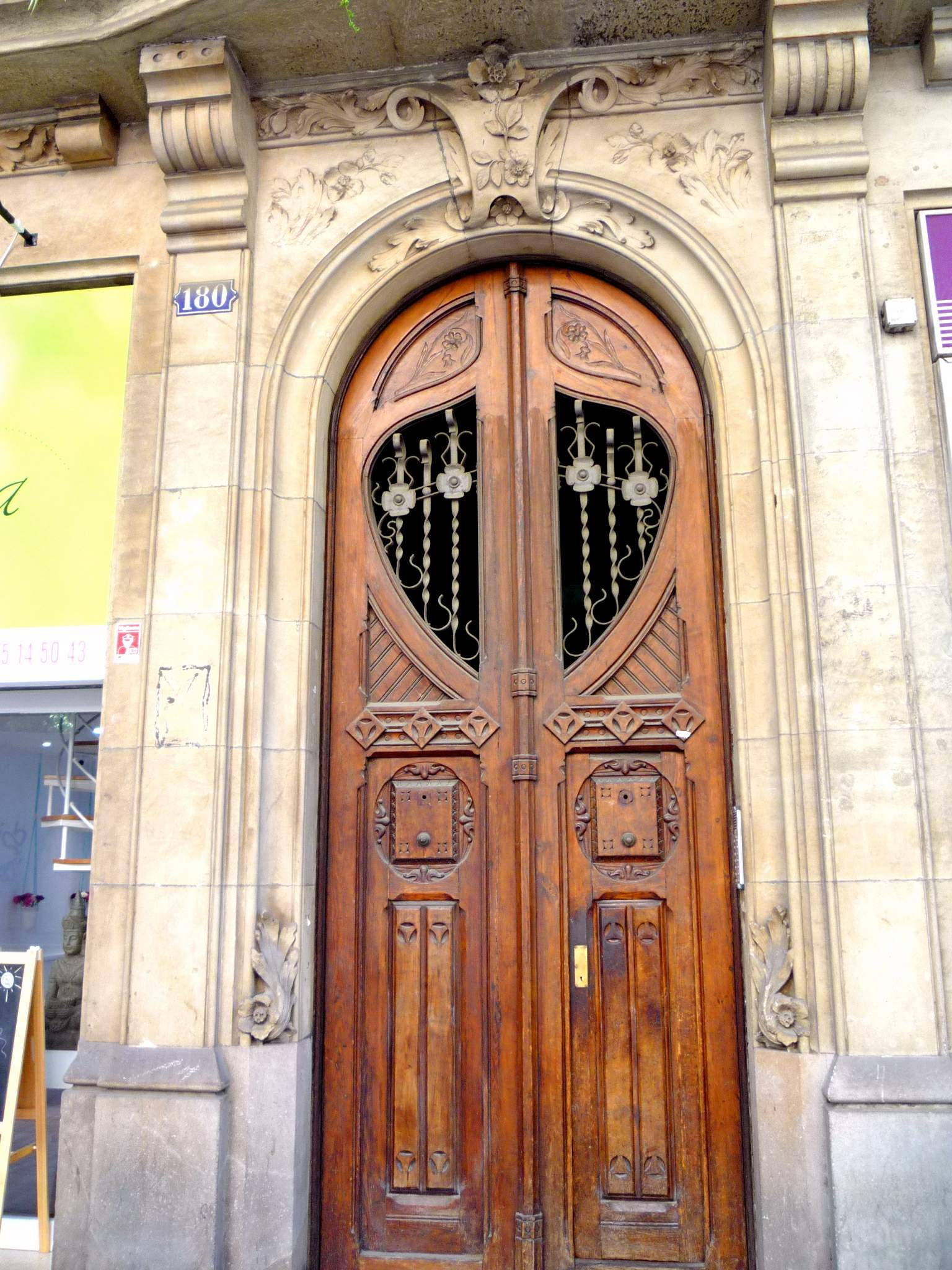
Puerta estilo Art Nouveau en Barcelona

## Aplicaciones

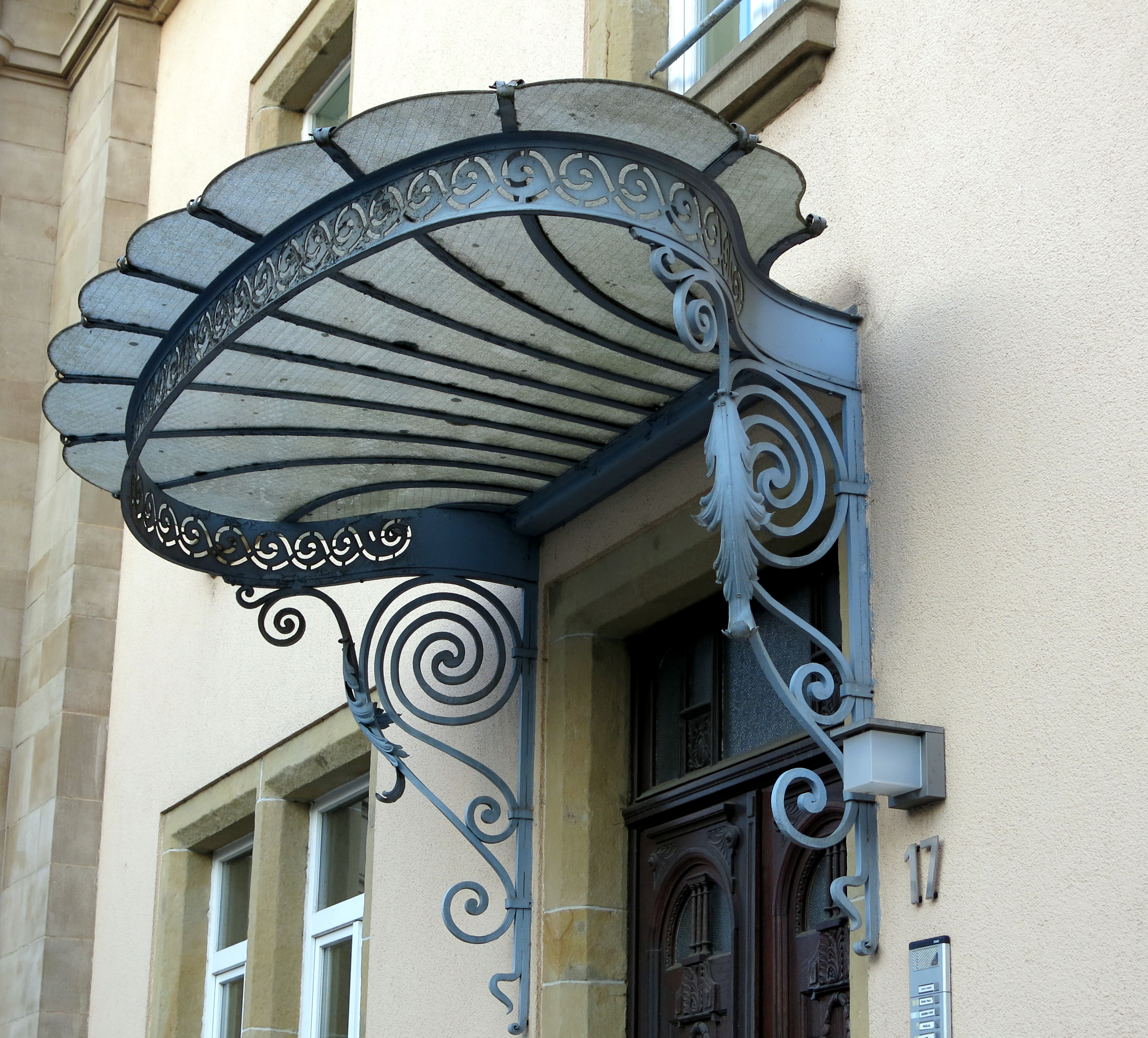
Toldo transparente en Luxemburgo, encima de una puerta

Las puertas arquitectónicas tienen numerosos usos generales y especializados. Las puertas se utilizan generalmente para separar espacios interiores (armarios, habitaciones, etc.) por razones de conveniencia, privacidad, seguridad y protección. Las puertas también se utilizan para asegurar los pasajes a un edificio desde el exterior, por razones de control del clima y seguridad.
Las puertas también se aplican en casos más especializados:
- Una puerta a prueba de explosiones está construida para permitir el acceso a una estructura, así como para brindar protección contra la fuerza de las explosiones.
- Una puerta de jardín es cualquier puerta que se abre a un patio trasero o jardín. Este término se usa a menudo específicamente para ventanas francesas, puertas francesas dobles (con hojas en lugar de paneles), en lugar de una puerta corrediza de vidrio. El término también puede referirse a lo que se conoce como "puertas de patio".
- Una puerta batiente es una puerta oculta, cuya superficie refleja las molduras y acabados de la pared. Estos se utilizaron en casas inglesas históricas, principalmente como puertas de servicio.[12] : 101
- Una puerta para mascotas (también conocida como puerta para gatos o puerta para perros) es una abertura en una puerta que permite que las mascotas entren y salgan sin que se abra la puerta principal. Puede estar simplemente cubierto por una solapa de goma, o puede ser una puerta real con bisagras en la parte superior por la que la mascota puede pasar. Las puertas para mascotas se pueden montar en una puerta corrediza de vidrio como un panel nuevo (permanente o temporal). Las puertas para mascotas pueden ser unidireccionales y solo permitir la salida de mascotas. Además, las puertas para mascotas pueden ser electrónicas y solo permiten el ingreso de animales con una etiqueta electrónica especial.
- Una trampilla es una puerta que está orientada horizontalmente en un techo o piso, a la que a menudo se accede a través de una escalera.
- Una puerta de agua o entrada de agua, como las que se usan en Venecia, Italia, es una puerta que conduce desde un edificio construido sobre el agua, como un canal, al agua misma donde, por ejemplo, se puede entrar o salir de un barco privado o taxi acuático.[13][14]